# Bán đảo Krym

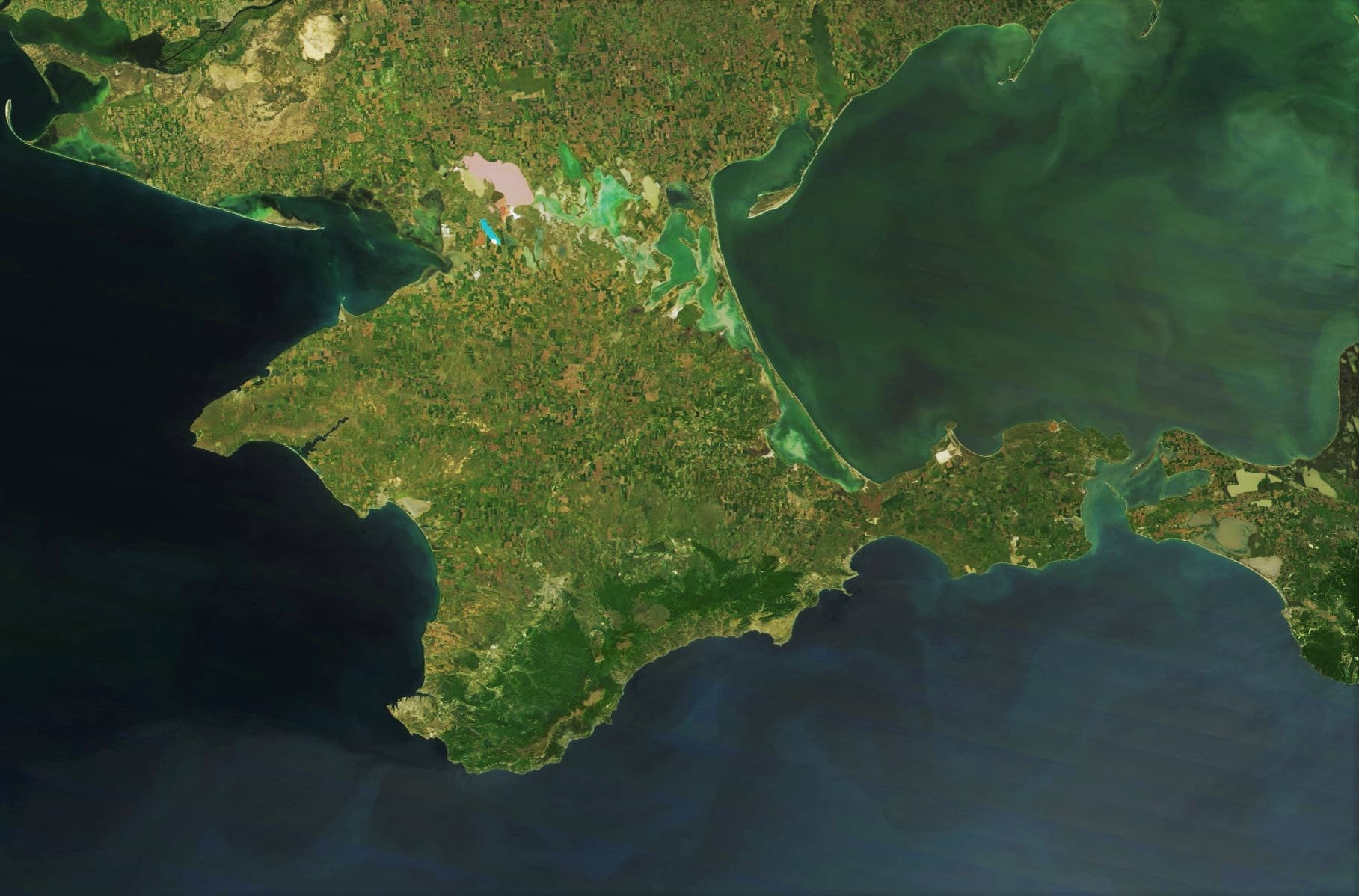
Bản đồ vệ tinh bán đảo Krym tháng 5 năm 2015

Krym là một bán đảo tại Đông Âu, trên bờ biển phía bắc biển Đen, bị bao quanh hầu như hoàn toàn bởi biển Đen và biển Azov. Eo đất Perekop nối bán đảo với tỉnh Kherson tại đại lục Ukraina. Về phía đông, cầu Krym hoàn thành năm 2018 vượt eo biển Kerch giúp liên kết bán đảo với vùng Krasnodar tại Nga. Mũi đất Arabat nằm về phía đông bắc, là một dải đất hẹp tách biệt đầm phá Syvash khỏi biển Azov. Thành phố lớn nhất bán đảo là Sevastopol. Khu vực có dân số là 2,4 triệu người, do Nga chiếm đóng kể từ năm 2014.
Bán đảo mang tên là Tauric cho đến thời cận đại, trong lịch sử nó nằm tại biên giới giữa thế giới cổ điển và thảo nguyên. Người Hy Lạp thuộc địa hóa phần rìa phía nam bán đảo, sau đó khu vực này được sáp nhập vào các đế quốc La Mã và Byzantine và các nhà nước kế tục trong khi duy trì tính Hy Lạp về mặt văn hóa. Một số thành thị trở thành thuộc địa mậu dịch của Genova, cho đến khi bị Đế quốc Ottoman chinh phục. Trong suốt thời kỳ này vùng nội địa bán đảo qua tay các dân tộc du mục thảo nguyên. Vào thế kỷ 14, vùng này là bộ phận của Hãn quốc Kim Trướng; sau đó là Hãn quốc Krym. Đến thế kỷ 15, Hãn quốc Krym trở thành nước phụ thuộc của Đế quốc Ottoman. Các vùng đất do Nga và Ba Lan-Litva kiểm soát thường là mục tiêu trong các vụ đột kích bắt nô lệ trong thời kỳ này. Năm 1783, Đế quốc Nga sáp nhập Krym sau một cuộc chiến với Ottoman. Vị trí chiến lược của Krym dẫn đến Chiến tranh Krym năm 1854 và nhiều chế độ đoản mệnh sau Cách mạng Nga năm 1917. Khi người Bolshevik chiếm được Krym, bán đảo trở thành một cộng hòa xô viết tự trị bên trong nước Nga Xô viết. Trong Thế chiến II, Krym bị hạ thành một tỉnh. Năm 1944, người Tatar Krym bị thanh lọc sắc tộc và trục xuất theo lệnh của Joseph Stalin. Liên Xô chuyển giao Krym cho Ukraina nhân dịp kỷ niệm 300 năm Hiệp định Pereyaslav năm 1954.
Sau khi Ukraina độc lập vào năm 1991, chính phủ trung ương và Cộng hòa Krym xung đột, khu vực do vậy được cấp nhiều quyền tự trị hơn. Hạm đội của Liên Xô tại Krym cũng bị tranh chấp, nhưng một hiệp định năm 1997 cho phép Nga tiếp tục đặt hạm đội của họ tại Sevastopol. Năm 2014, bán đảo bị Nga chiếm đóng và sáp nhập sau sự kiện Trưng cầu dân ý Krym 2014, nhưng hầu hết các quốc gia công nhận Krym là lãnh thổ Ukraina.

## Tên gọi
Tên gọi cổ đại của Krym là Tauris hoặc Taurica, bắt nguồn từ tiếng Hy Lạp Ταυρική (Taurikḗ), theo tên các cư dân Scythia-Cimmeria của bán đảo là người Tauri. Ngày nay, tên gọi Tatar Krym của bán đảo là Qırım, tên tiếng Nga là Крым (Krym), và tên tiếng Ukraina là Крим (Krym).
Strabo (Geography vii 4.3, xi. 2.5), Polybius, (Histories 4.39.4), và Ptolemy (Geographia. II, v 9.5) đề cập đến eo biển Kerch theo nhiều cách khác nhau như Κιμμερικὸς Βόσπορος (Kimmerikos Bosporos), phần cực đông của nó là Κιμμέριον Ἄκρον (Kimmerion Akron, tên La Mã: Promontorium Cimmerium), cũng như đến thành phố Cimmerium và từ đó là tên gọi Vương quốc Bosporus Cimmeria (Κιμμερικοῦ Βοσπόρου).
Thành phố Staryi Krym ('Krym cổ'), giữ vị thế là thủ phủ tỉnh Krym của Hãn quốc Kim Trướng. Từ năm 1315 đến 1329, nhà văn Ả Rập Abū al-Fidā thuật lại một cuộc đấu tranh chính trị vào năm 1300–1301, kết quả là chặt đầu đối thủ và thủ cấp được đưa "đến Krym", dường như ám chỉ đến bán đảo, mặc dù một số nguồn thì cho rằng tên của thủ phủ đã được mở rộng ra toàn bộ bán đảo vào một thời điểm nào đó trong thời kỳ tôn chủ của Ottoman (1441–1783).
Từ Qırım bắt nguồn từ thuật ngữ Turk qirum ("hào, rãnh"), từ qori- ("che chở, bảo vệ").
Các đề xuất khác không được ủng hộ hoặc mâu thuẫn với các nguồn, dường như dựa trên sự giống nhau về âm, bao gồm:
1. Tên gọi của người Cimmeria, mặc dù giả thuyết nguồn gốc này không còn được cho là hợp lệ.[10]
2. Một nguồn gốc từ tiếng Hy Lạp Cremnoi (phát âm tiếng Hy Lạp Koiné hậu cổ điển Crimni, nghĩa là "các vách đá", một cảng trên hồ Maeotis (biển Azov) được Herodotus trích dẫn trong The Histories 4.20.1 và 4.110.2).[11] Tuy nhiên, Herodotus xác định cảng không phải ở Krym, mà là bờ biển phía tây của biển Azov. Không có bằng chứng xác định rằng tên gọi này từng được sử dụng cho bán đảo.
3. Thuật ngữ Turk (như trong tiếng Thổ Nhĩ Kỳ: Kırım) có liên hệ với tên tiếng Mông Cổ kerm "tường", nhưng các nguồn chỉ ra rằng tên tiếng Mông Cổ của bán đảo Krym là Qaram không tương thích về mặt ngữ âm với kerm/kerem và do đó bắt nguồn từ một thuật ngữ có nguồn gốc khác.[12][13][14]

Cách viết "Crimea" là dạng tiếng Ý, tức là la Crimea, kể từ ít nhất là thế kỷ 17 và "bán đảo Crimea" trở thành tên hiện đại vào thế kỷ 18, dần thay thế tên cổ điển bán đảo Tauric trong tiến trình thế kỷ 19. Trong tiếng Anh kể từ thời cận đại, Hãn quốc Krym được đề cập với tên Crim Tartary.
Việc lược bỏ mạo từ xác định trong tiếng Anh ("Crimea" thay vì "the Crimea") đã trở nên phổ biến trong thế kỷ 20. Tên cổ điển được sử dụng vào năm 1802 trong tên của tỉnh Taurida của Nga. Tên gọi được thay thế bằng Krym (tiếng Ukraina: Крим; tiếng Nga: Крым) trong thời Liên Xô, nhưng Taurida vẫn được một số tổ chức sử dụng như Đại học Quốc gia Taurida, câu lạc bộ bóng đá Tavriya Simferopol, xa lộ liên bang Tavrida.

## Lịch sử

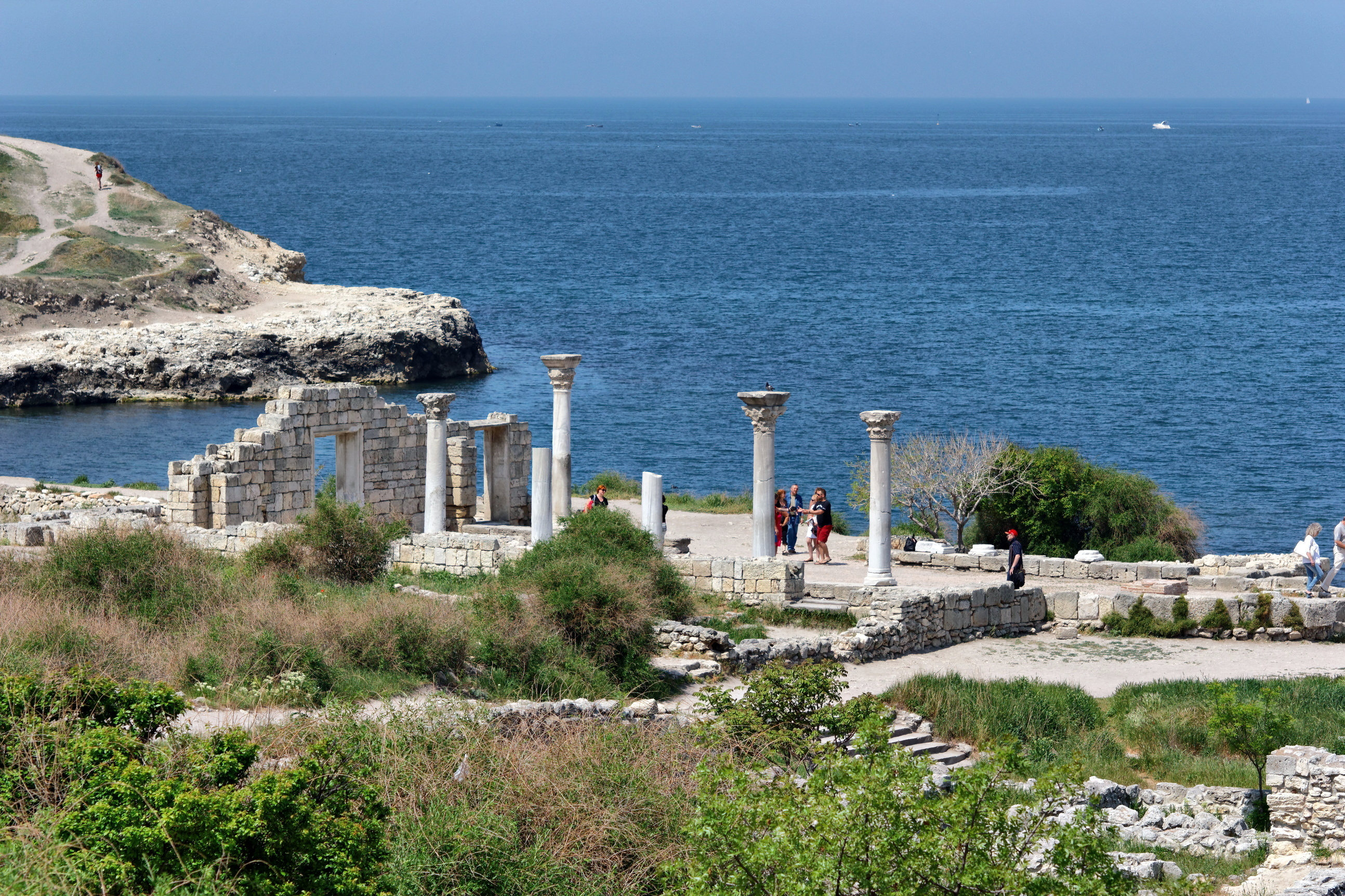
Tàn tích của thuộc địa Hy Lạp cổ đại Chersonesus

### Trước thời Đế quốc Nga
Lịch sử thành văn của Krym bắt đầu vào khoảng thế kỷ 5 TCN khi một số thuộc địa của Hy Lạp được thành lập dọc theo duyên hải phía Nam của bán đảo, thuộc địa quan trọng nhất trong số đó là Chersonesos gần Sevastopol ngày nay, còn người Scythia và người Tauri ở vùng nội địa phía bắc. Tên gọi người Tauri được đặt tên cho bán đảo Tauric, là tên gọi của Krym cho đến thời cận đại. Duyên hải phía nam dần dần hợp nhất thành Vương quốc Bosporos bị Pontus sáp nhập và sau đó trở thành một vương quốc chư hầu của La Mã từ năm 63 TCN đến năm 341 CN.

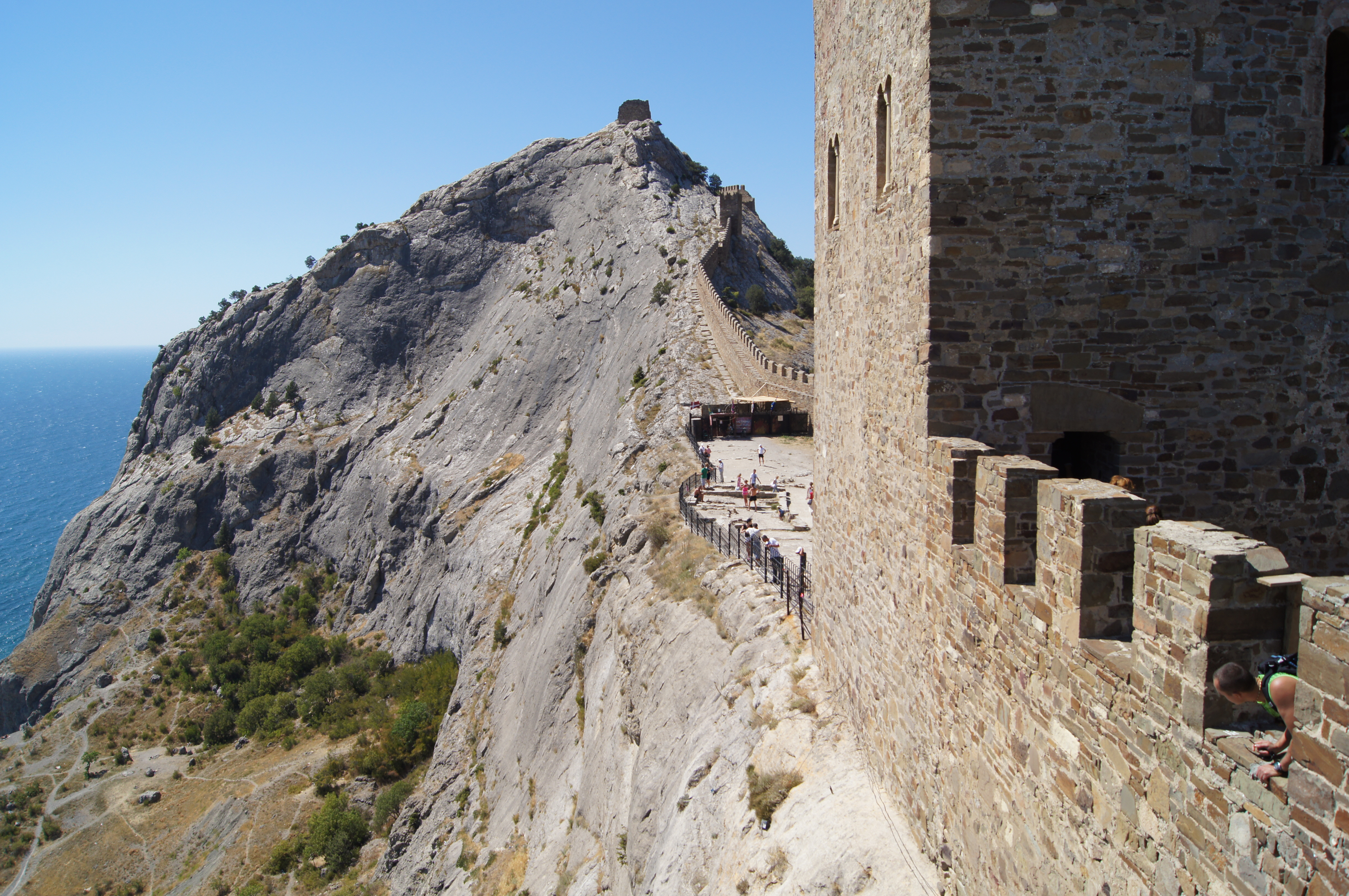
Công sự Genova tại Sudak, thế kỷ 13, ban đầu là một thị trấn kiên cố của Byzantine, thế kỷ 7

Duyên hải phía nam bán đảo duy trì tính chất Hy Lạp về mặt văn hóa trong gần hai nghìn năm, kể cả dưới thời các quốc gia kế thừa La Mã là Đế quốc Byzantine (341–1204 CN), Đế quốc Trebizond (1204–1461) và Thân vương quốc Theodoro độc lập (kết thúc năm 1475). Vào thế kỷ 13, một số thành phố cảng của Krym do người Venezia và người Genova kiểm soát. Tuy nhiên, phần nội địa kém ổn định hơn nhiều, phải chịu đựng một loạt các cuộc chinh phạt và xâm lược kéo dài. Trong thời trung cổ, một phần bán đảo đã bị Kiev Rus' chinh phục, Đại vương công Kiev được rửa tội tại Sevastopol, bắt đầu quá trình Cơ Đốc giáo hóa Kiev Rus'.
Phần phía bắc và trung tâm Krym rơi vào tay Hãn quốc Kim Trướng của người Mông Cổ, nhưng duyên hải phía Nam vẫn do Thân vương quốc Theodoro và các thuộc địa của người Genova kiểm soát. Chiến tranh Genova–Mông Cổ diễn ra từ thế kỷ 13 đến thế kỷ 15 để giành quyền kiểm soát phần phía nam Krym.
Vào thập niên 1440, Hãn quốc Krym hình thành sau khi Kim Trướng sụp đổ nhưng khá nhanh chóng bản thân nó trở thành nước phụ thuộc của Đế quốc Ottoman, đế quốc này cũng chinh phục các khu vực duyên hải phía Nam vốn giữ độc lập với Hãn quốc. Một nguồn thịnh vượng chính trong thời gian này là các cuộc đột kích thường xuyên vào Nga để tìm bắt nô lệ.

### Từ thời Đế quốc Nga

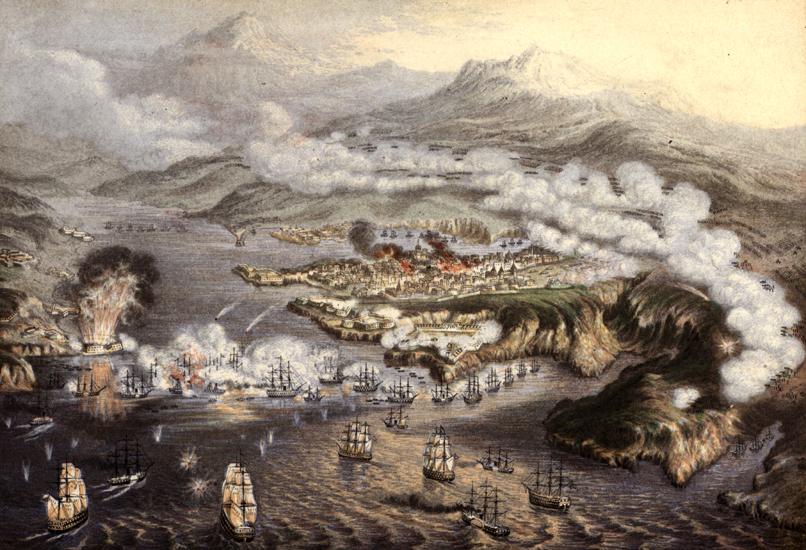
11 tháng bao vây Sevastopol trong Chiến tranh Krym

Năm 1774, Đế quốc Ottoman chiến bại trước Đế quốc Nga dưới quyền Yekaterina Đại đế và phải ký kết Hiệp định Küçük Kaynarca, khiến người Tatar Krym độc lập về chính trị. Việc Yekaterina Đại đế sáp nhập Krym vào Đế quốc Nga vào năm 1783 đã làm tăng sức mạnh của Nga trong khu vực biển Đen. Từ năm 1853 đến 1856, vị trí chiến lược của bán đảo trong việc kiểm soát biển Đen khiến cho đây là nơi diễn ra các cuộc giao chiến chính trong Chiến tranh Krym, kết quả là Nga chiến bại trước liên minh do Pháp lãnh đạo.
Trong Nội chiến Nga, Krym đổi chủ nhiều lần và là nơi Quân Bạch vệ chống Bolshevik của Wrangel nắm giữ cuối cùng. Nhiều chiến binh và thường dân chống cộng trốn thoát đến Istanbul, nhưng có tới 150.000 người thiệt mạng tại Krym.

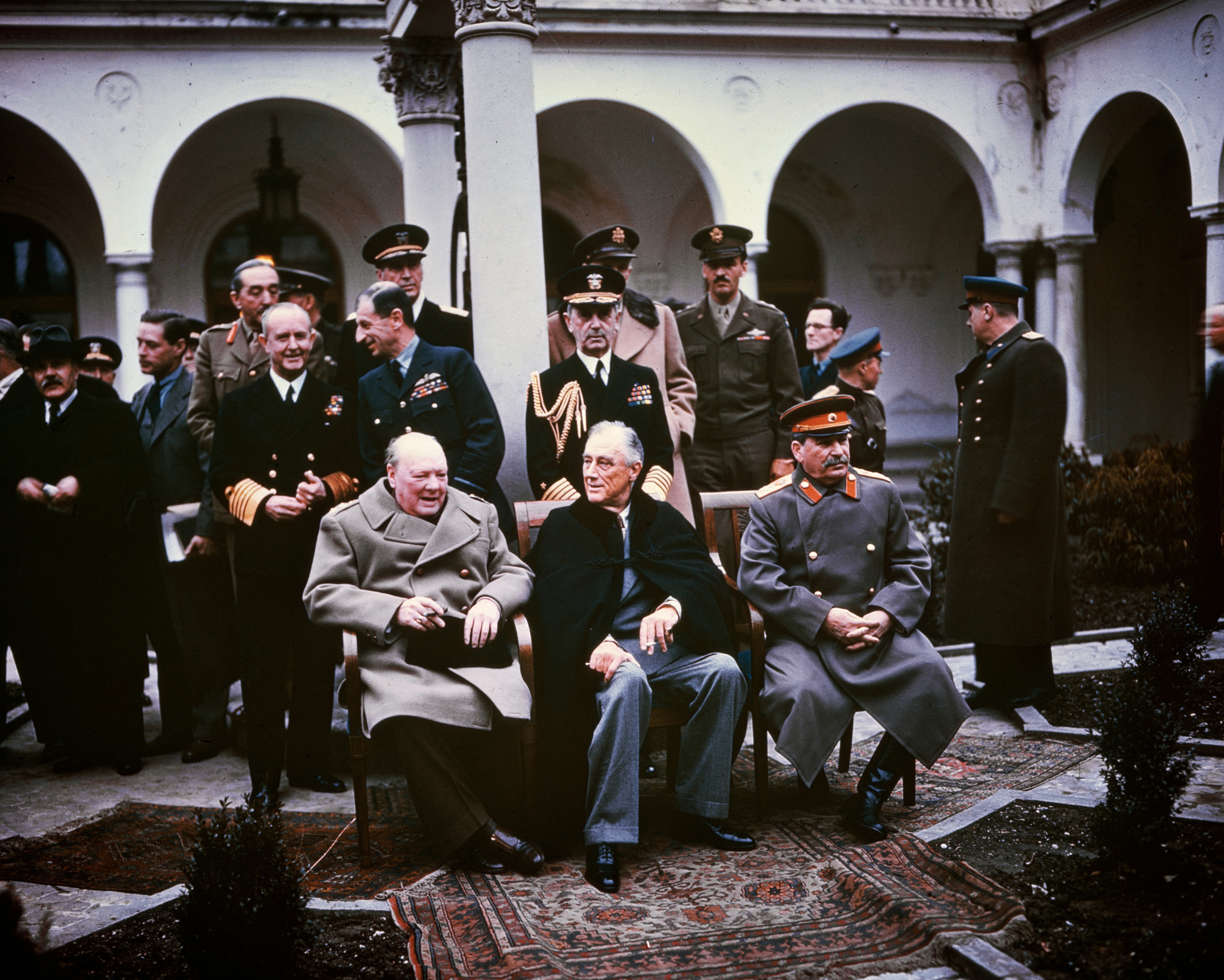
"Bộ ba lớn" trong Hội nghị Yalta tại Krym: Winston Churchill, Franklin D. Roosevelt và Joseph Stalin

Năm 1921, Cộng hòa Xã hội chủ nghĩa Xô viết tự trị Krym được thành lập với vị thế là một phần của Nga Xô viết. Bán đảo bị Đức chiếm đóng từ năm 1942 đến năm 1944 trong Chiến tranh thế giới thứ hai. Sau khi Liên Xô giành lại quyền kiểm soát vào năm 1944, họ trục xuất người Tartar Krym và một số dân tộc khác đến những nơi khác của Liên Xô. Nước cộng hòa tự trị bị giải thể vào năm 1945 và Krym trở thành một tỉnh của nước Nga Xô viết. Bán đảo được chuyển giao cho Ukraina Xô viết vào năm 1954, nhân kỷ niệm 300 năm Hiệp định Pereyaslav.
Liên Xô tan rã và Ukraina độc lập vào năm 1991, phần lớn bán đảo được tổ chức lại thành Cộng hòa Krym, nhưng vào năm 1995 nước Cộng hòa này bị Ukraina cưỡng bức bãi bỏ và Cộng hòa Tự trị Krym được thành lập dưới thẩm quyền vững chắc của Ukraina. Một hiệp định năm 1997 phân chia Hạm đội biển Đen của Liên Xô, cho phép Nga tiếp tục đặt căn cứ hạm đội của họ tại Sevastopol, với hợp đồng thuê được gia hạn vào năm 2010.

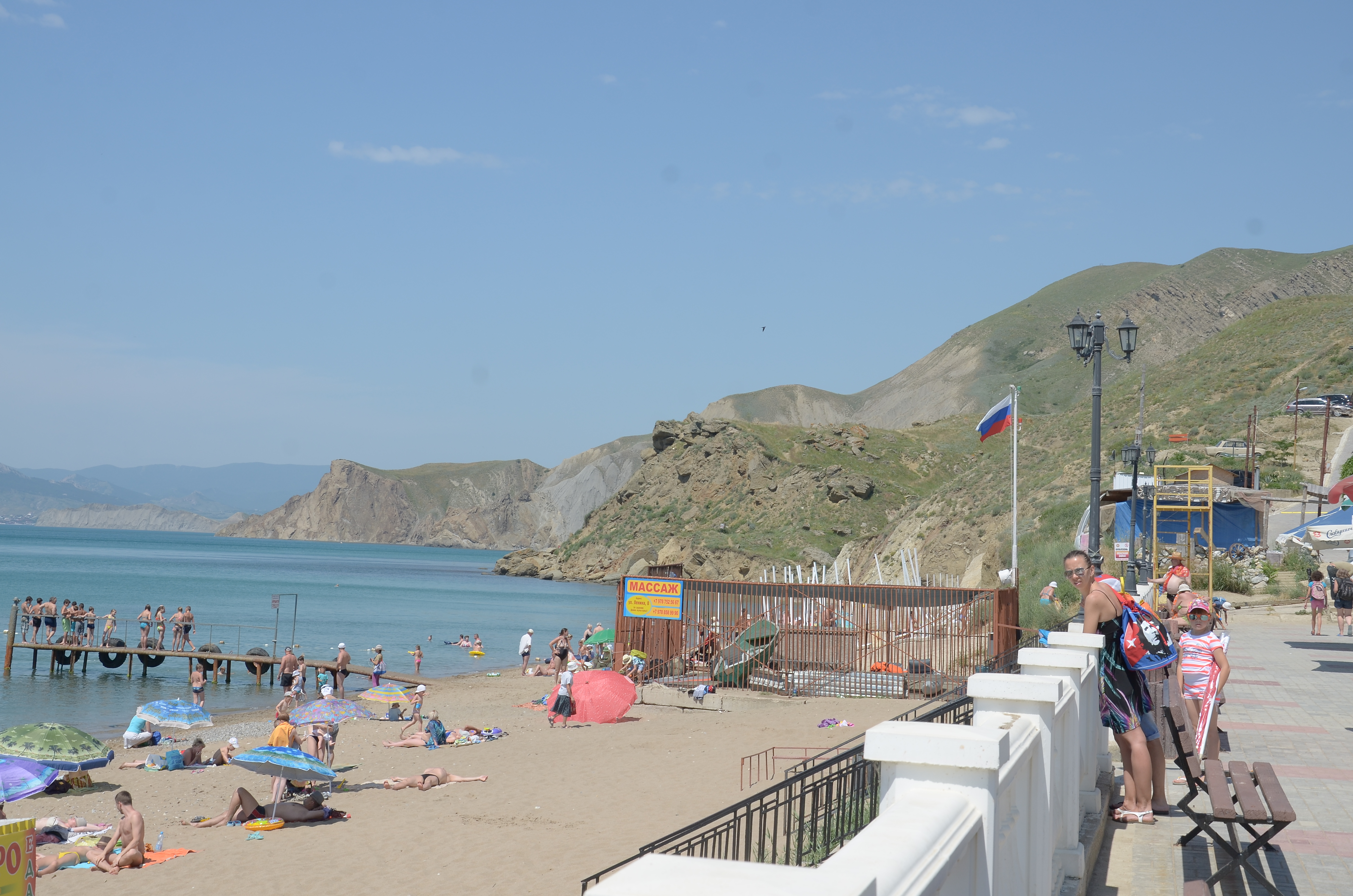
Du khách tại Krym với quốc kỳ Nga tung bay, năm 2015

Năm 2014, Krym chứng kiến các cuộc biểu tình dữ dội phản đối việc phế truất tổng thống Ukraina thân Nga Viktor Yanukovych tại Kyiv. Các cuộc biểu tình lên đến đỉnh điểm khi các lực lượng Nga chiếm đóng các điểm chiến lược tại Krym, và Cộng hòa Krym do Nga tổ chức đã tuyên bố độc lập khỏi Ukraina sau một cuộc trưng cầu dân ý không được quốc tế công nhận. Nga sau đó sáp nhập Krym, nhưng phần lớn các quốc gia tiếp tục công nhận Krym là bộ phận của Ukraina.

## Địa lý
Bán đảo có diện tích 27.000 km², nằm trên bờ biển phía bắc của biển Đen và trên bờ biển phía tây của biển Azov; biên giới đất liền duy nhất là với tỉnh Kherson của Ukraina ở phía bắc. Krym gần giống một đảo và chỉ được nối với lục địa bằng eo đất Perekop rộng khoảng 5–7 km.
Phần lớn biên giới tự nhiên giữa bán đảo Krym và đại lục Ukraina là Syvash hay "biển thối", một hệ thống đầm phá nông rộng lớn trải dài dọc theo bờ biển phía tây của biển Azov. Ngoài eo đất Perekop, bán đảo được kết nối với huyện Henichesk của tỉnh Kherson bằng các cây cầu bắc qua eo biển Chonhar và Henichesk hẹp, và qua eo biển Kerch đến vùng Krasnodar. Phần phía bắc của mũi đất Arabat là một phần hành chính của huyện Henichesk thuộc tỉnh Kherson, bao gồm hai cộng đồng nông thôn Shchaslyvtseve và Strilkove. Mũi phía đông của bán đảo Krym bao gồm bán đảo Kerch, ngăn cách với bán đảo Taman trên đại lục Nga qua eo biển Kerch, eo biển này nối biển Đen với biển Azov và có chiều rộng từ 3–13 km.
Các nhà địa lý thường chia bán đảo thành ba khu vực: thảo nguyên, dãy núi Krym và duyên hải phía Nam.

### Địa điểm

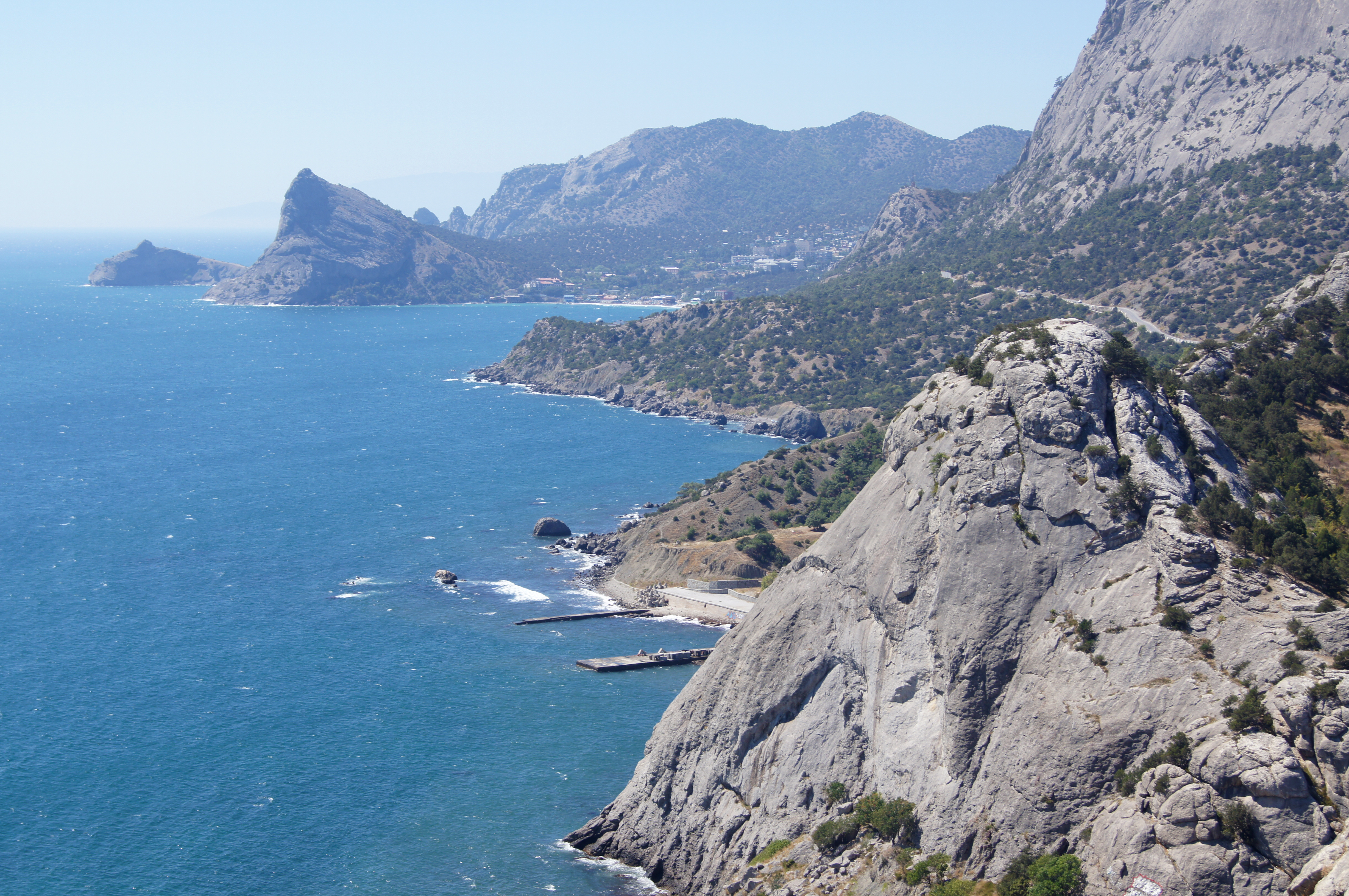
Đường bờ biển giữa Sudak và Novy Svet

Phía tâyEo đất Perekop/Perekop/Or Qapi, rộng khoảng 7 km, nối Krym với đại lục. Khu vực này thường được củng cố phòng thủ và từng đôi khi có quân Thổ Nhĩ Kỳ đồn trú. Kênh đào Bắc Krym hiện đi qua eo đất để dẫn nước từ sông Dnepr (Dnipro). Ở phía tây, vịnh Karkinit ngăn cách bán đảo Tarkhankut với đại lục. Ở phía bắc của bán đảo là liman Chernomorskoe/Kalos. Ở phía nam là vịnh Donuzlav rộng lớn, cảng và khu định cư Hy Lạp cổ đại Yevpatoria/Kerkinitis/Gözleve. Bờ biển sau đó chạy về phía nam đến Sevastopol/Chersonesus, là một bến cảng tự nhiên tốt, căn cứ hải quân lớn và thành phố lớn nhất trên bán đảo. Ở đầu vịnh Sevastopol là Inkermann/Kalamita. Phía nam Sevastopol là bán đảo Heracles nhỏ.
Phía NamGiữa dãy núi Krym và biển có một dải đất hẹp ven biển  từng do người Genova nắm giữ và sau năm 1475 về tay người Thổ Nhĩ Kỳ. Dưới thời Nga cai trị, khu vực trở thành một kiểu riviera (vùng nghỉ dưỡng ven biển). Vào thời Liên Xô, nhiều cung điện được thay thế bằng các dacha và khu nghỉ dưỡng sức khỏe. Từ tây sang đông là: Bán đảo Heracles; Balaklava/Symbalon/Cembalo, một bến cảng tự nhiên nhỏ về phía nam của Sevastopol; Foros là điểm cực nam; Alupka với cung điện Vorontsov; Gaspra; Yalta; Gurzuf; Alushta. Xa hơn về phía đông là Sudak/Sougdia/Soldaia với pháo đài thời Genova. Xa hơn về phía đông là Theodosia/Kaffa/Feodosia, từng là một chợ nô lệ lớn và một thủ phủ của người Genova và người Thổ. Không như các cảng khác ở phía nam, Feodosia không có núi ở phía bắc. Tại cực đông của bán đảo Kerch dài 90 km là Kerch/Panticapaeum, từng là thủ đô của Vương quốc Bosporus. Ngay phía nam của thành phố Kerch là cầu Krym (khánh thành năm 2018) nối Krym đến bán đảo Taman.
Biển AzovCó rất ít địa điểm ở bờ biển phía nam biển Azov. Bờ biển phía tây có dấu ấn là mũi đất Arabat. Đằng sau nó là Syvash hay "biển thối", một hệ thống hồ và đầm lầy ở cực bắc kéo dài về phía tây đến eo đất Perekop. Các cầu đường bộ và đường sắt bắc qua phần phía bắc của Syvash.
Nội địaHầu hết các thủ phủ cũ của Krym nằm ở phía bắc của dãy núi Krym. Mangup/Doros (Goth, Theodoro). Bakhchysarai (1532–1783). Phía đông nam của Bakhchysarai là pháo đài trên vách đá Chufut-Kale/Qirq Or được sử dụng trong thời kỳ chiến loạn hơn. Simferopol/Ak-Mechet là thủ phủ hiện đại. Karasu-Bazar/Bilohorsk là một trung tâm thương mại. Solkhat/Staryi Krym là thủ đô cũ của người Tatar. Các thị trấn trên khu vực thảo nguyên phía bắc đều hình thành vào thời hiện đại, đáng chú ý có Dzhankoi là một giao lộ đường bộ và đường sắt chính.
SôngDài nhất là sông Salhyr, bắt nguồn từ phía đông nam Simferopol và chảy về phía bắc và đông bắc đến biển Azov. Alma chảy về phía tây để đến biển Đen giữa Yevpatoria và Sevastopol. Chornaya ngắn hơn chảy về phía tây đến vịnh Sevastopol.
Lân cậnPhía đông eo biển Kerch, người Hy Lạp cổ đại từng thành lập các thuộc địa tại Phanagoria (ở đầu vịnh Taman), Hermonassa (sau này là Tmutarakan và Taman), Gorgippia (sau này là một cảng của Thổ Nhĩ Kỳ và nay là Anapa). Tại điểm phía đông bắc của biển Azov ở cửa sông Don là Tanais, Azak/Azov và bây giờ là Rostov-na-Don. Ở phía bắc của bán đảo, sông Dnepr quay về phía tây và đi vào biển Đen qua cửa sông Dnepr-Bug có hướng đông-tây. Nằm tại cửa sông Bug là Olvia. Ở cửa sông Dnepr-Bug là Ochakiv. Odesa nằm tại nơi bờ biển quay về phía tây nam. Xa hơn về phía tây nam là Tyras/Akkerman/Bilhorod-Dnistrovskyi.

### Dãy núi Krym

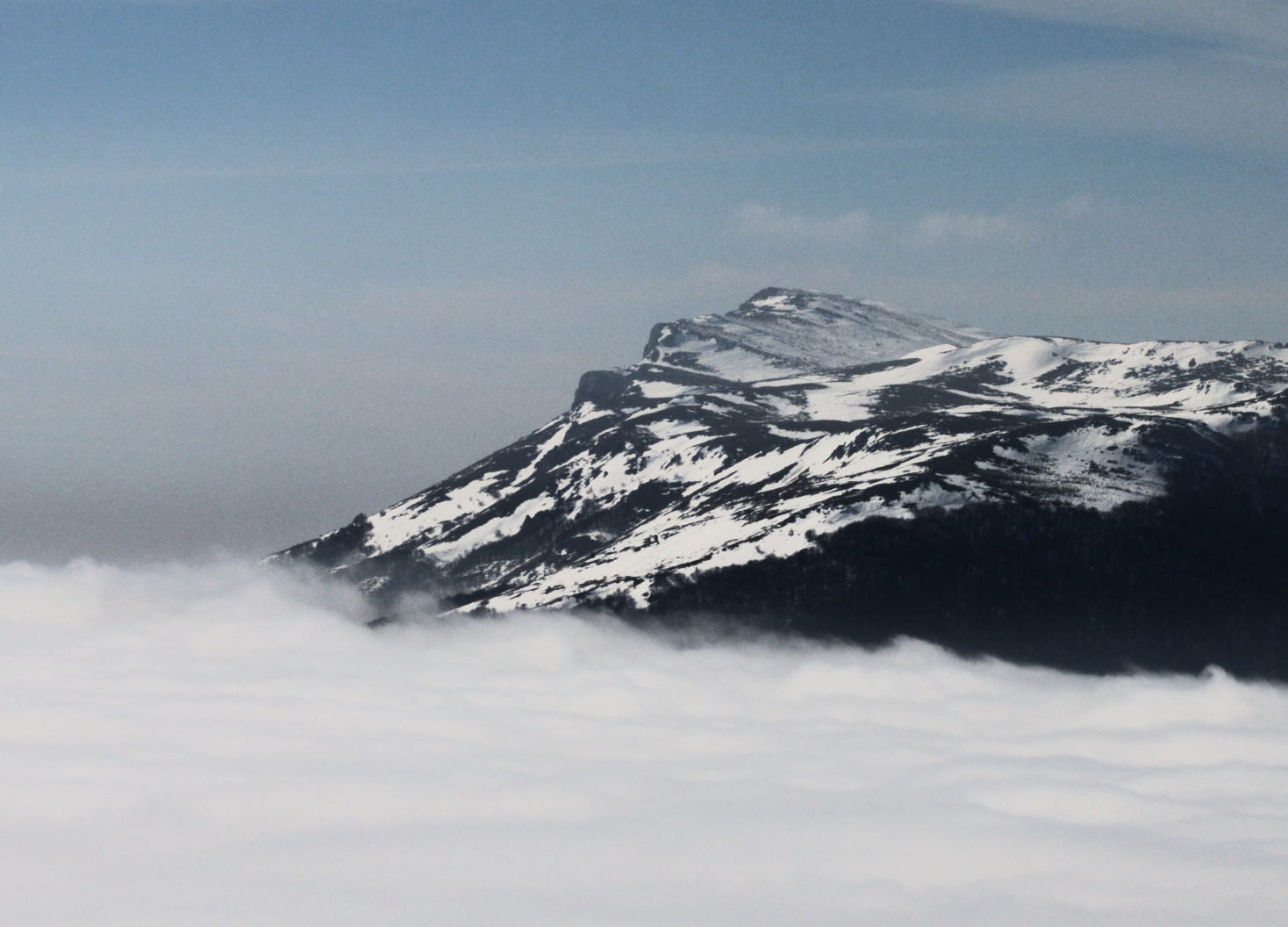
Núi Eclizee-Burun

Bờ biển phía đông nam được một dãy núi song song bao bọc, cách bờ biển khoảng 8–12 km: Dãy núi Krym. Những ngọn núi này được chống lưng bởi các rặng núi thứ cấp song song.
Rặng núi chính của những ngọn núi này vươn đột ngột từ đáy sâu của biển Đen đến độ cao 600–1.545 m, bắt đầu từ điểm phía tây nam của bán đảo được gọi là mũi Fiolent. Một số thần thoại Hy Lạp kể rằng trên đỉnh mũi này có đền Artemis, là nơi Iphigeneia làm lễ tế với tư cách thầy cúng. Thác Uchan-su nằm trên sườn phía nam của dãy núi, là thác cao nhất tại Krym.

### Thủy văn
Bán đảo Krym có 257 sông và dòng chảy lớn; chúng chủ yếu được cung cấp bởi nước mưa, còn tuyết tan đóng một vai trò rất nhỏ. Điều này khiến cho lưu lượng nước dao động theo mùa đáng kể, với nhiều dòng chảy cạn kiệt hoàn toàn trong mùa hè. Các con sông lớn nhất là Salhyr (Salğır, Салгир), Kacha (Кача), Alma (Альма), và Belbek (Бельбек). Cũng quan trọng là Kokozka (Kökköz hoặc Коккозка), Indole (Indol hoặc Индо́л), Chorna (Çorğun, Chernaya hoặc Чёрная), Derekoika (Dereköy hoặc Дерекойка), Karasu-Bashi (Biyuk-Karasu hoặc Биюк-Карасу) (một nhánh của sông Salhyr), Burulcha (Бурульча) (cũng là một nhánh của sông Salhyr), Uchan-su, và Ulu-Uzen'. Con sông dài nhất của Krym là Salhyr với 204 km. Belbek có lưu lượng trung bình lớn nhất là 2,16 m³/s. Alma và Kacha là sông dài thứ hai và thứ ba.

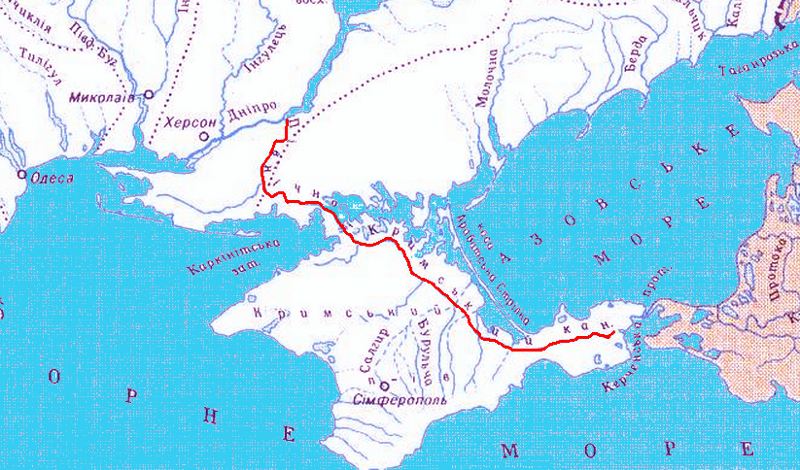
Sau khi Nga sáp nhập Krym, Ukraina đã chặn kênh đào Bắc Krym, là nguồn cung cấp 85% nước uống và nước nông nghiệp cho Krym.

Có hơn 50 hồ muối và lòng chảo muối trên bán đảo. Lớn nhất trong số đó là hồ Sasyk (Сасык) trên bờ biển phía tây nam; những hồ khác bao gồm Aqtas, Koyashskoye, Kiyatskoe, Kirleutskoe, Kizil-Yar, Bakalskoe và Donuzlav. Xu hướng chung là các hồ cũ trở thành lòng chảo muối. Hồ Syvash (Sıvaş hay Сива́ш) là một hệ thống các đầm phá nông thông nhau trên bờ biển phía đông bắc, có diện tích khoảng 2.560 km². Một số đập đã tạo hồ chứa; trong số đó lớn nhất là Simferopolskoye, Alminskoye, Taygansky và Belogorsky ngay phía nam của Bilohirsk thuộc huyện Bilohirsk. Kênh đào Bắc Krym vận chuyển nước từ sông Dnepr, là kênh tưới tiêu nhân tạo lớn nhất trên bán đảo. Krym phải đối mặt với cuộc khủng hoảng thiếu nước chưa từng có sau khi Ukraina chặn kênh vào năm 2014. Sau khi Nga xâm lược Ukraina năm 2022, dòng chảy được khôi phục, tuy nhiên việc đập Kakhovka bị phá hủy có thể dẫn đến các vấn đề.

### Thảo nguyên
75% diện tích còn lại của Krym bao gồm các vùng đất thảo nguyên bán khô hạn, là phần tiếp nối về phía nam của thảo nguyên Pontic-Caspi, dốc thoai thoải về phía tây bắc từ chân đồi của Dãy núi Krym. Vô số các kurgan, hay gò chôn cất của người Scythia cổ đại nằm rải rác trên thảo nguyên Krym.

### Duyên hải phía Nam

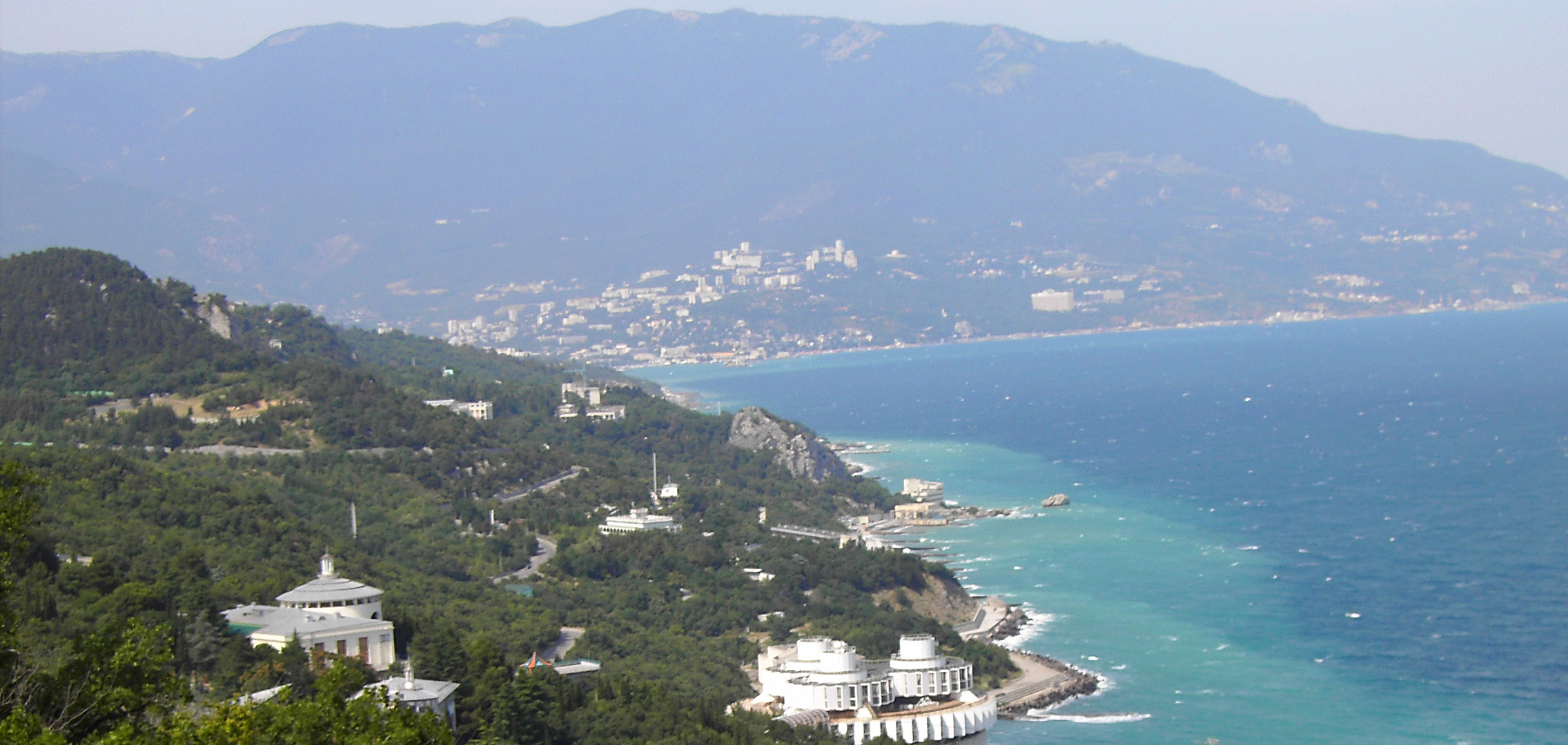
Dãy núi Krym tại hậu cảnh và Yalta nhìn từ Đường mòn Sa hoàng.

Địa hình nằm ở phía nam của dãy núi Krym có một đặc điểm hoàn toàn khác. Ở đây, dải bờ biển hẹp và sườn núi phủ đầy cây xanh. "Riviera" này trải dài dọc theo bờ biển phía đông nam từ mũi Fiolent và mũi Aya ở phía nam đến Feodosia.
Có rất nhiều khu nghỉ mát tắm biển mùa hè như Alupka, Yalta, Gurzuf, Alushta, Sudak và Feodosia. Trong thời Liên Xô, các khu nghỉ dưỡng và dacha ở vùng bờ biển này là những đặc quyền hàng đầu của những người trung thành về chính trị. Ngoài ra, trong vùng còn có các vườn nho và vườn cây ăn quả. Đánh cá, khai mỏ và sản xuất tinh dầu cũng là ngành quan trọng. Nhiều ngôi làng Tatar Krym, thánh đường Hồi giáo, tu viện và cung điện của hoàng gia và quý tộc Nga hiện diện ở đây, cũng như các lâu đài thời trung cổ và Hy Lạp cổ đại tươi đẹp.
Dãy núi Krym và duyên hải phía Nam là một phần của vùng sinh thái phức hợp rừng cận Địa Trung Hải Krym. Thảm thực vật tự nhiên bao gồm các vùng cây bụi rậm, vùng rừng cây gỗ, với khí hậu và thảm thực vật tương tự như bồn địa Địa Trung Hải.

### Khí hậu

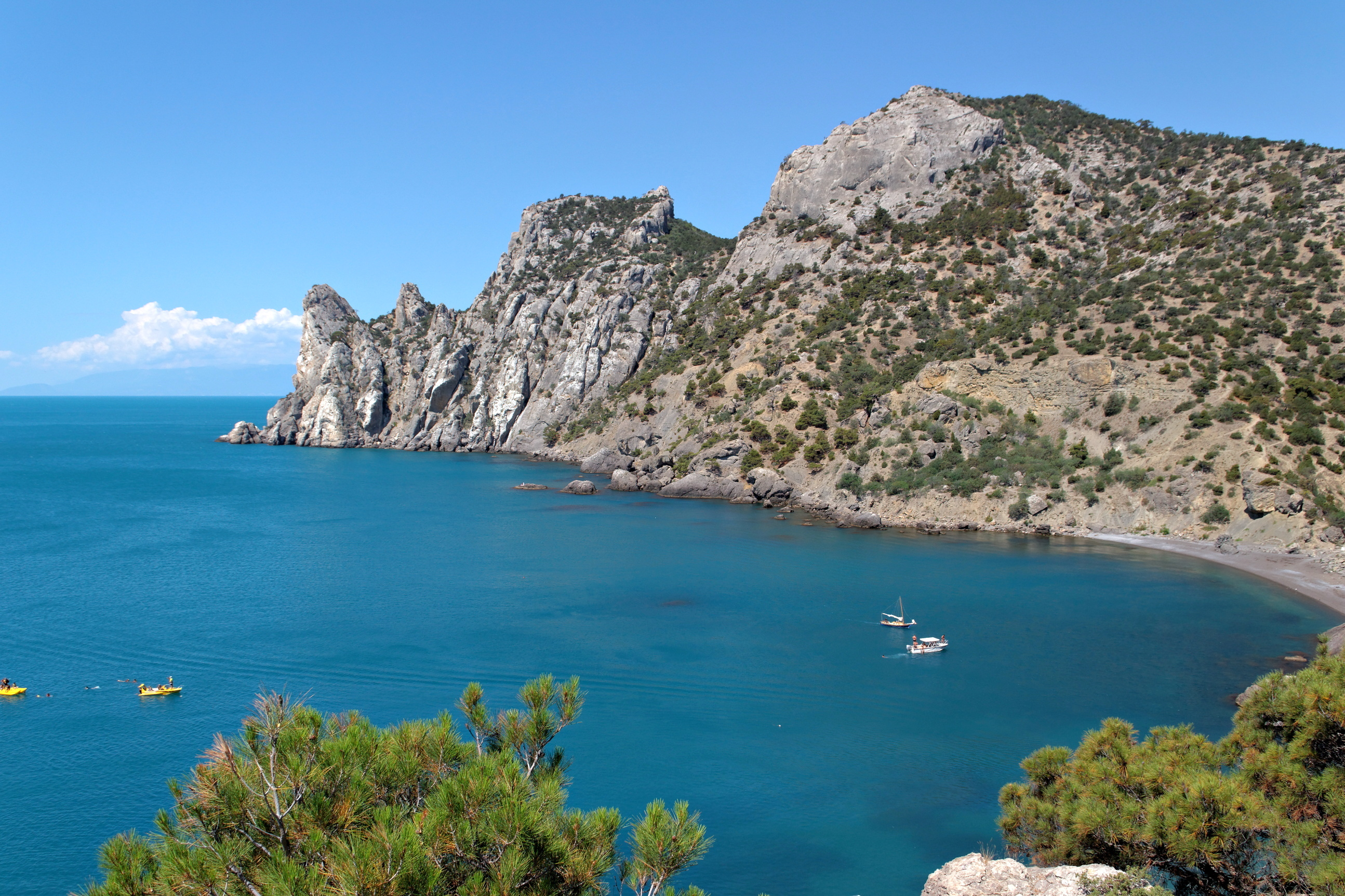
Duyên hải phía Nam của Krym có khí hậu cận nhiệt đới

Krym nằm giữa vành đai khí hậu ôn đới và cận nhiệt đới, có đặc trưng là thời tiết nắng ấm. Bán đảo có điểm đặc trưng là tính đa dạng về khí hậu và sự hiện diện của các vi khí hậu. Các phần phía bắc của Krym có khí hậu lục địa ôn hòa với mùa đông ngắn nhưng lạnh và mùa hè khô nóng vừa phải.  Ở miền trung và miền núi khí hậu chuyển tiếp giữa khí hậu lục địa ở phía bắc và khí hậu Địa Trung Hải ở phía nam. Mùa đông ôn hòa ở độ cao thấp hơn (tại chân đồi) và lạnh hơn ở độ cao lớn hơn. Mùa hè nóng ở độ cao thấp và ấm ở vùng núi. Khí hậu Địa Trung Hải, cận nhiệt đới thống trị các vùng duyên hải phía Nam, có đặc trưng là mùa đông ôn hòa và mùa hè khô, nóng vừa phải.
Khí hậu của Krym chịu ảnh hưởng từ vị trí địa lý, địa hình và ảnh hưởng từ biển Đen. Duyên hải phía Nam được che chắn khỏi khối không khí lạnh đến từ phía bắc và kết quả là có mùa đông ôn hòa hơn. Ảnh hưởng hàng hải từ biển Đen bị hạn chế ở các khu vực ven biển; trong nội địa bán đảo thì ảnh hưởng của biển yếu và không đóng vai trò quan trọng. Do một hệ thống áp cao nằm ở phía bắc Krym trong cả mùa hè và mùa đông nên gió chủ yếu đến từ phía bắc và đông bắc quanh năm. Vào mùa đông, những cơn gió này mang theo không khí lục địa khô và lạnh, trong khi vào mùa hè, chúng mang theo thời tiết khô và nóng. Gió từ phía tây bắc mang theo không khí ấm và ẩm từ Đại Tây Dương, gây ra mưa trong mùa xuân và mùa hè. Ngoài ra, gió tây nam mang theo không khí rất ấm và ẩm từ các vĩ độ cận nhiệt đới của Đại Tây Dương và Địa Trung Hải và gây ra lượng giáng thủy trong mùa thu và mùa đông.
Nhiệt độ trung bình hàng năm dao động từ 10 °C tại cực bắc (Armiansk) đến 13 °C ở cực nam (Yalta). Tại vùng núi, nhiệt độ trung bình hàng năm vào khoảng 5,7 °C. Cứ mỗi khi độ cao tăng thêm 100 m thì nhiệt độ giảm 0,65 °C trong khi lượng mưa tăng lên. Vào tháng 1, nhiệt độ trung bình dao động từ −3 °C tại Armiansk đến 4,4 °C tại Myskhor. Nhiệt độ mùa mát trung bình khoảng 7 °C và hiếm khi thời tiết xuống dưới mức đóng băng ngoại trừ ở vùng núi, nơi thường có tuyết. Vào tháng 7, nhiệt độ trung bình dao động từ 15,4 °C tại Ai-Petri đến 23,4 °C tại các khu vực trung tâm của Krym đến 24,4 °C (75,9 °F) tại Myskhor. Thời gian không có sương giá kéo dài từ 160 đến 200 ngày ở các vùng thảo nguyên và núi, đến 240–260 ngày ở duyên hải phía nam.
Lượng mưa tại Krym thay đổi đáng kể dựa trên vị trí; nó dao động từ 310 mm tại Chornomorske đến 1.220 mm tại điểm độ cao lớn nhất trên dãy núi Krym. Dãy núi Krym ảnh hưởng lớn đến lượng mưa hiện nay trong bán đảo. Tuy nhiên, hầu hết Krym (88,5%) nhận được lượng mưa từ 300 đến 500 mm mỗi năm. Các đồng bằng thường nhận được lượng mưa từ 300 đến 400 mm mỗi năm, tăng lên 560 mm ở bờ biển phía nam ở mực nước biển. Phần phía tây của dãy núi Krym nhận được lượng mưa hơn 1.000 mm mỗi năm. Tuyết rơi thường thấy ở vùng núi trong mùa đông.
Phần lớn bán đảo nhận được hơn 2.000 giờ nắng mỗi năm; đạt tới 2.505 giờ nắng ở Qarabiy yayla trên dãy núi Krym. Kết quả là khí hậu thuận lợi cho hoạt động giải trí và du lịch. Do khí hậu và các gói du lịch được trợ cấp từ các công ty nhà nước Nga, duyên hải phía Nam Krym vẫn là một vùng nghỉ mát nổi tiếng đối với du khách Nga.

### Giá trị chiến lược

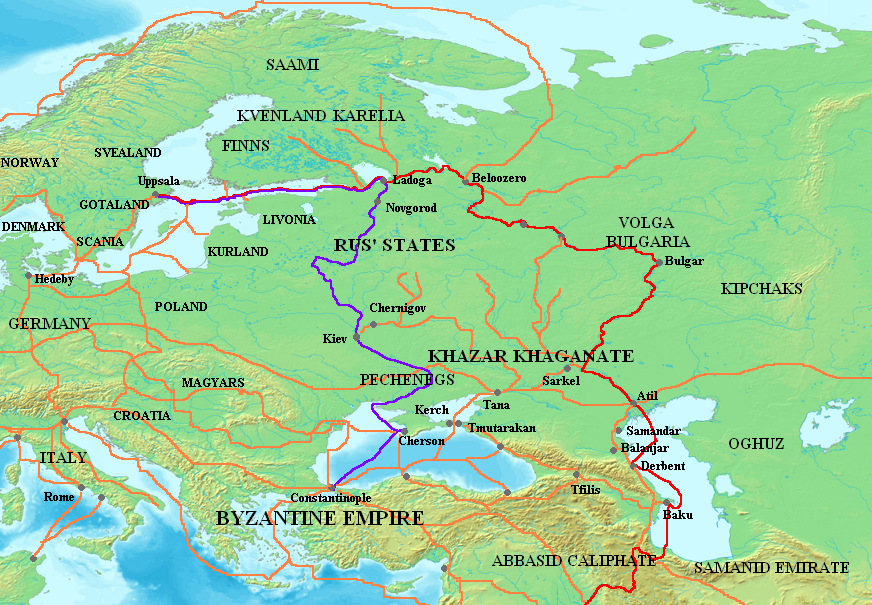
Bản đồ tuyến mậu dịch lịch sử (màu tím) kết nối Uppsala với Constantinople qua Cherson.

Các cảng trên biển Đen của Krym giúp tiếp cận nhanh chóng với Đông Địa Trung Hải, Balkan và Trung Đông. Trong lịch sử, hầu hết các đế quốc trong khu vực tìm kiếm quyền sở hữu khu vực duyên hải phía Nam của Krym, kể từ thời cổ đại (La Mã, Byzantine, Ottoman, Nga, Anh và Pháp, Đức Quốc xã, Liên Xô).
Sông Dnepr gần đó là một tuyến đường thủy và vận tải chính, đi qua lục địa châu Âu từ bắc xuống nam và cuối cùng nối biển Đen với biển Baltic, có tầm quan trọng chiến lược kể từ thời tuyến mậu dịch lịch sử từ người Varangia đến người Hy Lạp. Biển Đen đóng vai trò là con đường kinh tế nối liền vùng Kavkaz và biển Caspi với Trung và Đông Âu.
Theo Liên đoàn Công nhân Vận tải Quốc tế , tính đến năm 2013 có ít nhất 12 cảng biển thương mại đang hoạt động tại Krym.

## Kinh tế

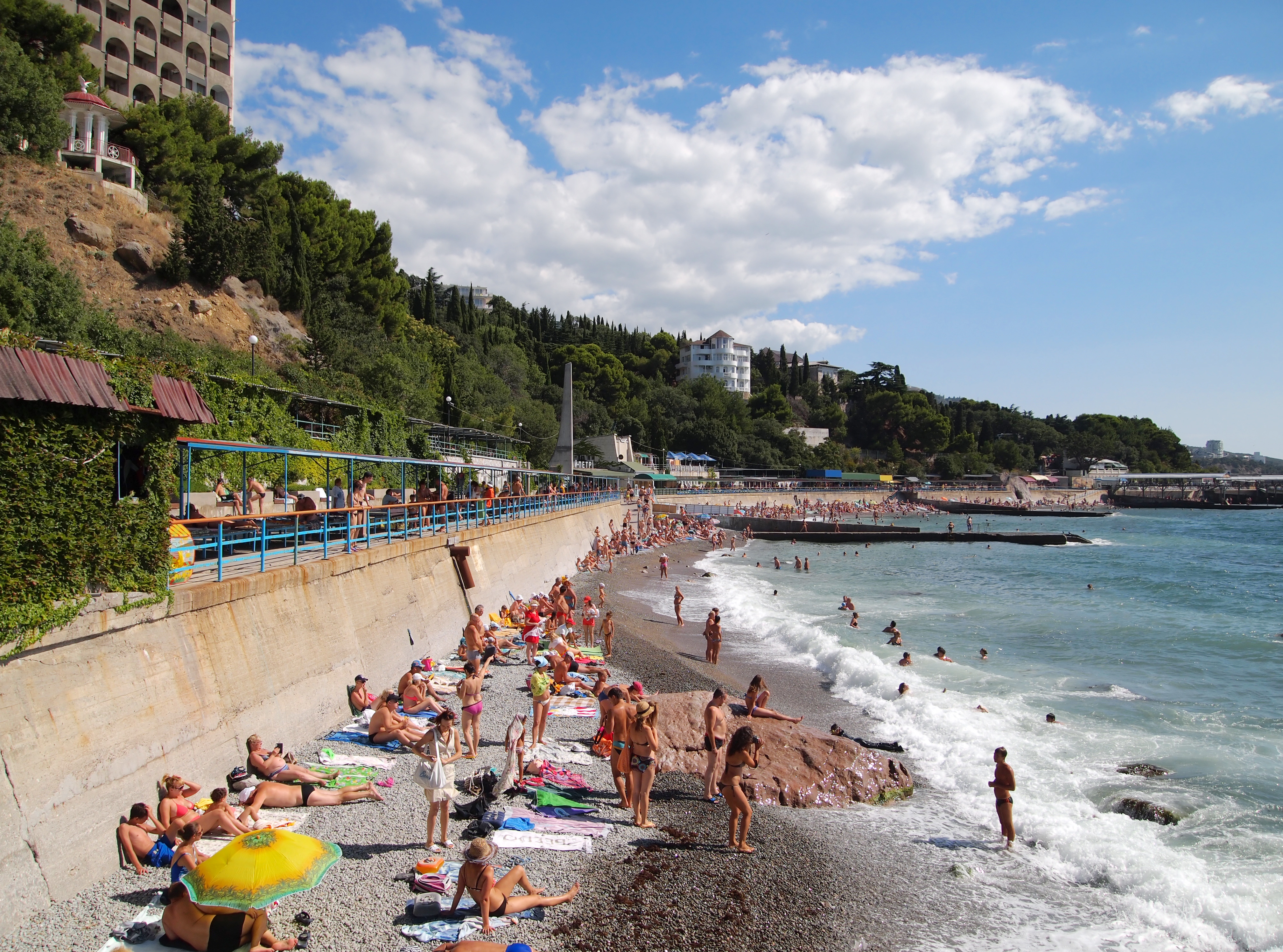
Du lịch là một ngành quan trọng của nền kinh tế Krym

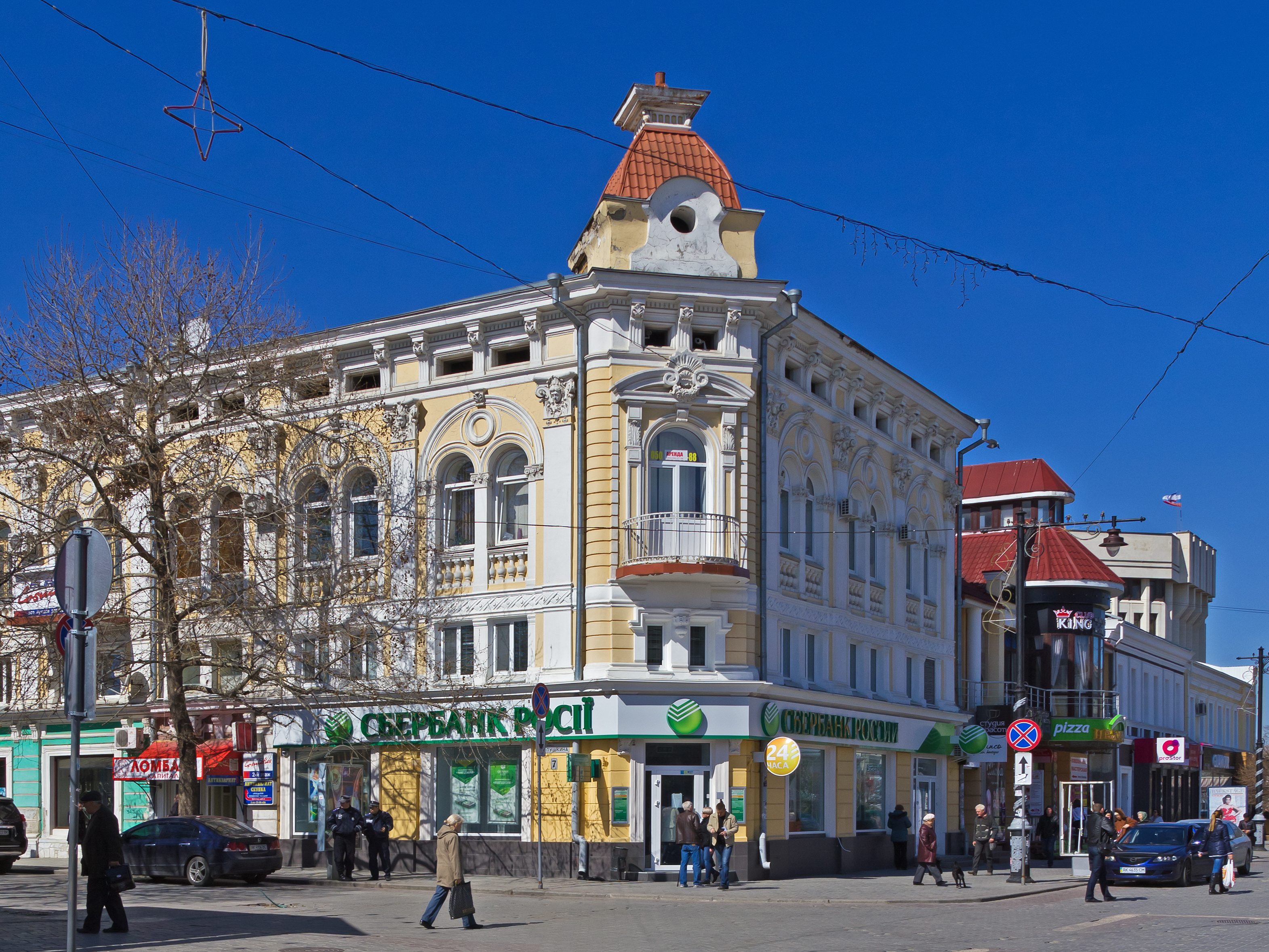
Trung tâm thành phố Simferopol

Các ngành chính của nền kinh tế Krym hiện đại là nông nghiệp và đánh bắt ngọc trai, công nghiệp và chế tạo, du lịch và cảng. Các nhà máy công nghiệp phần lớn nằm tại duyên hải phía Nam (Yevpatoria, Sevastopol, Feodosia, Kerch) của nước cộng hòa, một số ít ở phía Bắc (Armiansk, Krasnoperekopsk, Dzhankoi), ngoài ra còn ở khu vực trung tâm, chủ yếu là Simferopol và khu vực phía đông tại thành phố Nizhnegorsk. Các thành phố công nghiệp quan trọng bao gồm Dzhankoi, nơi có kết nối đường sắt chính, Krasnoperekopsk và Armiansk.
Sau khi Nga sáp nhập Krym vào đầu năm 2014 và các biện pháp trừng phạt tiếp theo nhắm vào Krym, ngành du lịch chịu tổn thất lớn trong hai năm. Lượng khách du lịch giảm 35% trong nửa đầu năm 2014 so với cùng kỳ năm 2013. Lượng khách du lịch đạt mức kỷ lục trong năm 2012 là 6,1 triệu lượt. Theo chính quyền Krym của Nga, lượng khách đã giảm xuống còn 3,8 triệu vào năm 2014, và tăng trở lại 5,6 triệu vào năm 2016.
Các ngành công nghiệp quan trọng nhất tại Krym bao gồm sản xuất thực phẩm, lĩnh vực hóa chất, kỹ thuật cơ khí, gia công kim loại và sản xuất nhiên liệu. Sáu mươi phần trăm thị trường công nghiệp thuộc về sản xuất thực phẩm. Có tổng số 291 doanh nghiệp công nghiệp lớn và 1002 doanh nghiệp nhỏ (2007).

### Nông nghiệp
Nông nghiệp trong vùng bao gồm trồng ngũ cốc, trồng rau, làm vườn và làm rượu, đặc biệt là ở các vùng Yalta và Massandra. Sản xuất chăn nuôi bao gồm chăn nuôi gia súc, chăn nuôi gia cầm và chăn nuôi cừu. Các sản phẩm khác được sản xuất trên bán đảo Krym bao gồm muối, porphyr, đá vôi và đá sắt (được tìm thấy xung quanh Kerch) từ thời cổ đại.
Rệp sáp hại cây nho (Planococcus ficus) lần đầu tiên được phát hiện ở đây vào năm 1868. Loài này lần đầu tiên được phát hiện trên cây nho, cũng được cho là loài gây hại cho một số loại cây trồng khác và kể từ đó lan rộng ra toàn thế giới. Các loài sâu hại lục lạc—đặc biệt là Eurygaster integriceps và E. maura—là loài gây hại ngũ cốc đáng kể. Scelioninae và Tachinidae là những loài ký sinh quan trọng. Bọ vỏ cây là loài gây hại cây trồng, và bản thân chúng là vật chủ cho ve Elattomae và nhiều loại nấm gây bệnh côn trùng được truyền bởi những Elattomae đó.

### Năng lượng
Krym sở hữu một số mỏ khí đốt tự nhiên cả trên bờ và ngoài khơi, các công ty dầu khí phương Tây đã bắt đầu khoan trước khi Nga sáp nhập. Các mỏ nội địa nằm tại Chornomorske và Dzhankoi, trong khi các mỏ ngoài khơi nằm tại bờ biển phía tây thuộc biển Đen và tại bờ biển phía đông bắc thuộc biển Azov:
| Tên                    | Loại       | Vị trí       | Trữ lượng |
| ---------------------- | ---------- | ------------ | --------- |
| Mỏ khí đốt Dzhankoi    | Trên bờ    | Dzhankoi     |           |
| Mỏ khí đốt Holitsynske | Ngoài khơi | biển Đen     |           |
| Mỏ khí đốt Karlavske   | Trên bờ    | Chornomorske |           |
| Mỏ khí đốt Krym        | Ngoài khơi | biển Đen     |           |
| Mỏ khí đốt Odeske      | Ngoài khơi | biển Đen     | 21 tỷ m3  |
| Mỏ khí đốt Schmidta    | Ngoài khơi | biển Đen     |           |
| Mỏ khí đốt Shtormvaya  | Ngoài khơi | biển Đen     |           |
| Mỏ khí đốt Strilkove   | Ngoài khơi | biển Azov    |           |

Nước cộng hòa này cũng sở hữu hai mỏ dầu: một trên đất liền là mỏ dầu Serebryankse tại Rozdolne, và một ngoài khơi là mỏ dầu Subbotina trên biển Đen.
Krym có công suất phát điện riêng là 540 MW, bao gồm Nhà máy nhiệt điện Simferopol 100 MW, Nhà máy nhiệt điện Sevastopol 22 MW và Nhà máy nhiệt điện Kamish-Burunskaya 19 MW. Việc sản xuất điện tại địa phương này đã được chứng minh là không đủ cho tiêu thụ tại địa phương, và kể từ khi sáp nhập vào Nga, Krym đã phụ thuộc vào cáp điện dưới nước nối đến đại lục Nga. Sản xuất điện có dự kiến tăng lên nhờ hai nhà máy nhiệt điện tua-bin hơi nước. Các nhà máy điện mặt trời có rất nhiều trên bán đảo.

### Giao thông

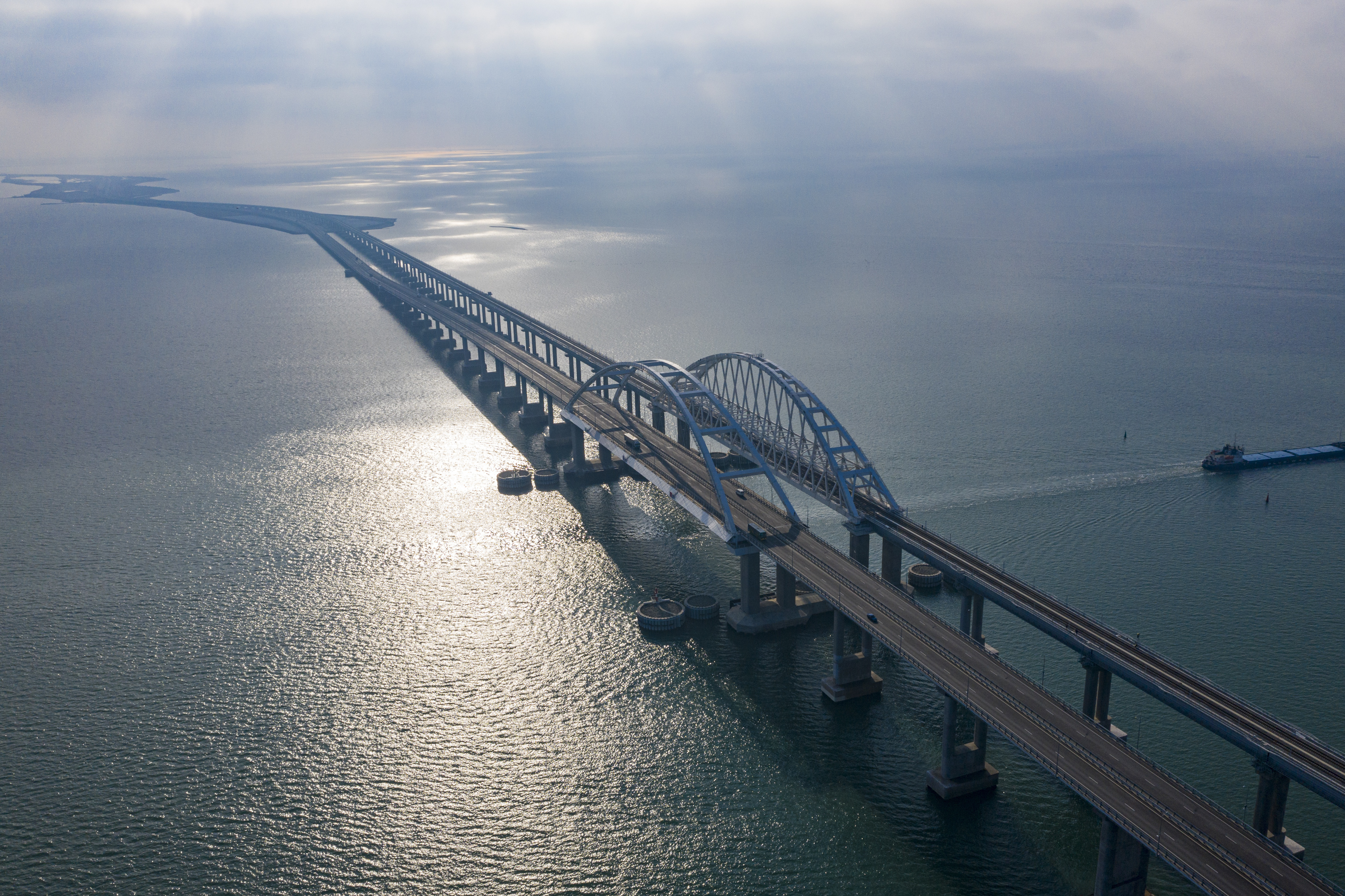
Cầu Krym

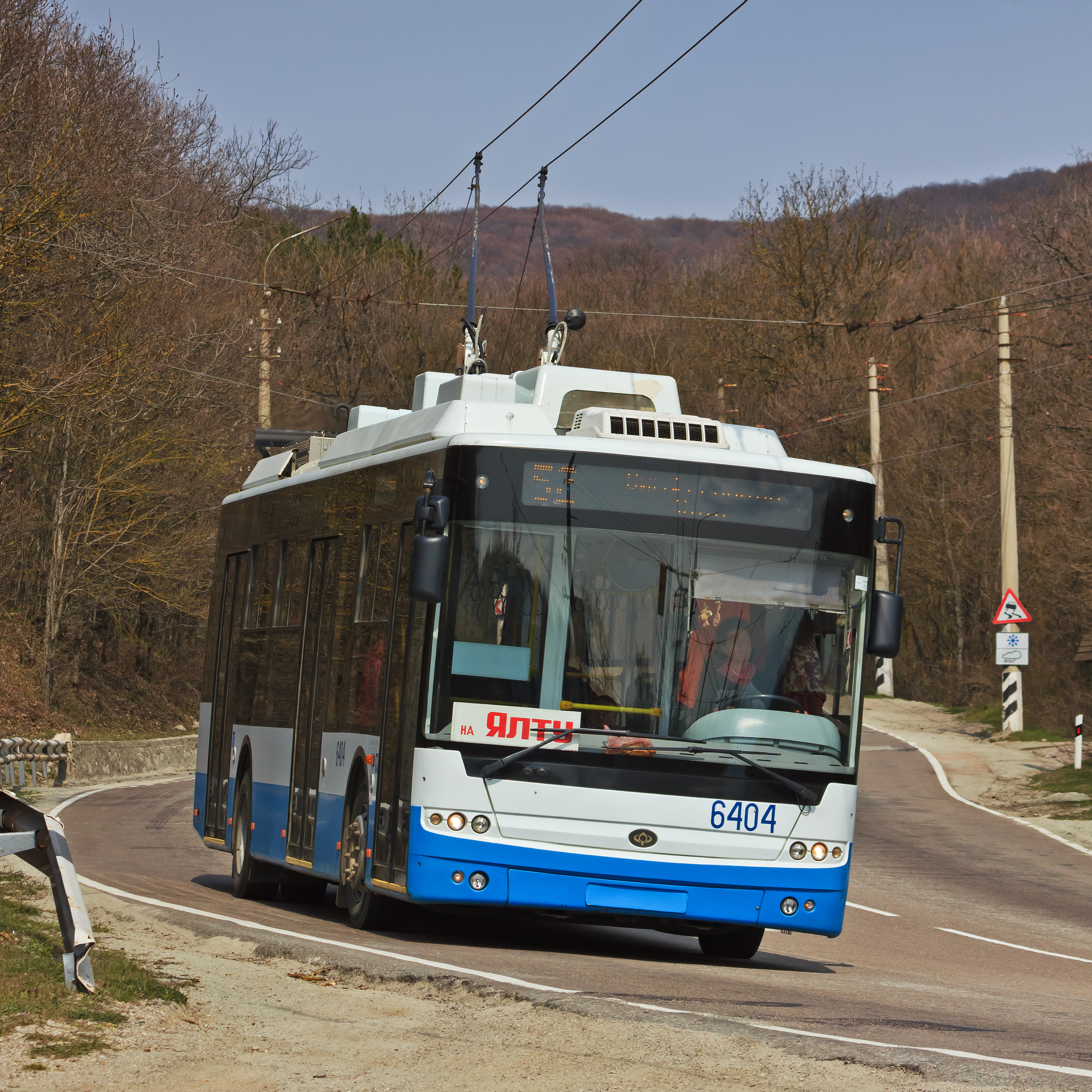
Xe điện gần Alushta

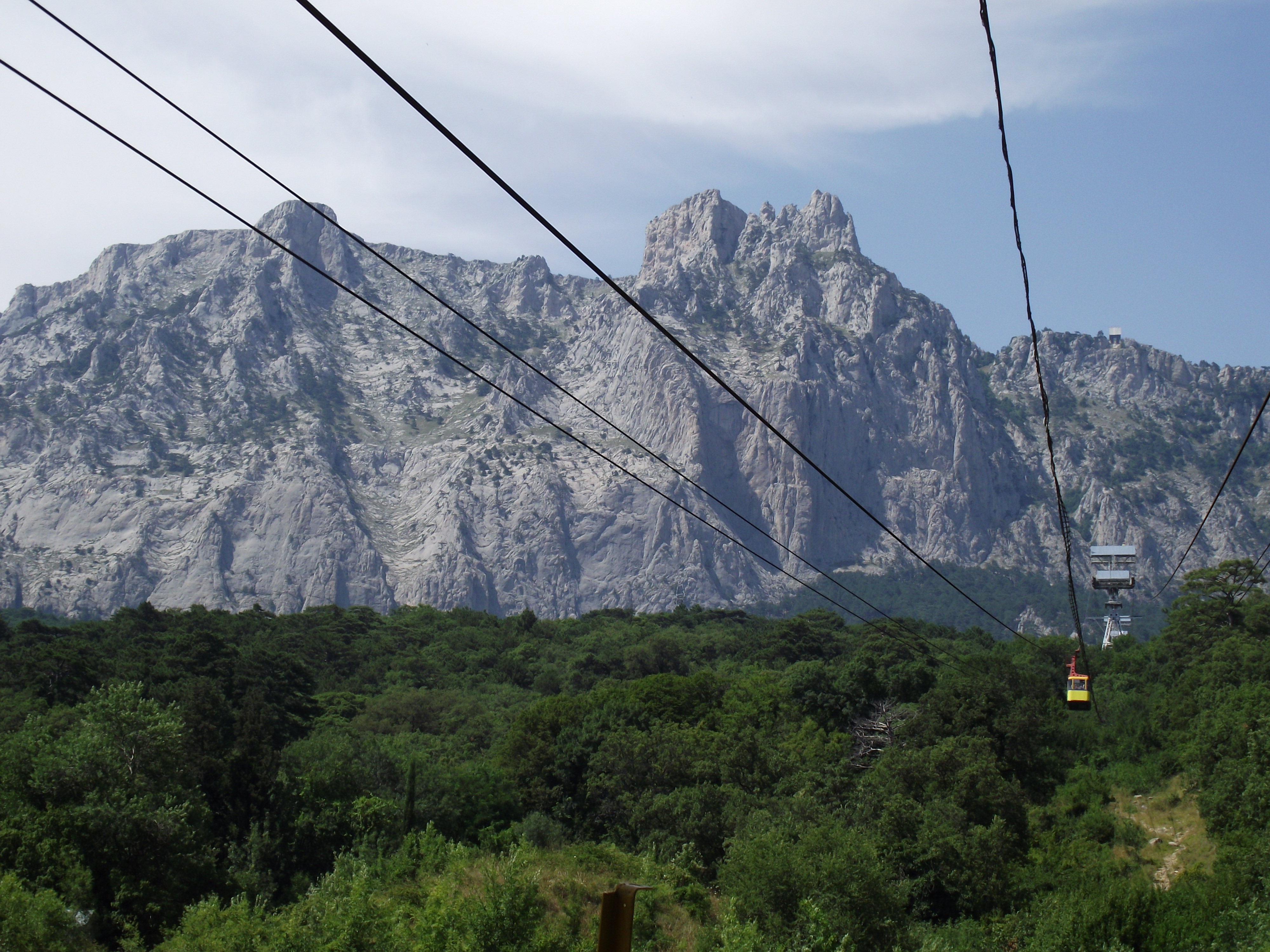
Tuyến cáp treo tại Yalta

Vào tháng 5 năm 2015, công việc xây dựng cầu Krym bắt đầu, đây là một tuyến đường bộ-đường sắt trị giá hàng tỷ đô la (một cặp cầu song song) qua eo biển Kerch. Cầu đường bộ khánh thành vào tháng 5 năm 2018 và cầu đường sắt khánh thành vào tháng 12 năm 2019. Với chiều dài 19 km, đây là cây cầu dài nhất châu Âu, vượt qua cầu Vasco da Gama tại Lisboa. Cây cầu này đã bị hư hại trong một cuộc tấn công vào ngày 8 tháng 10 năm 2022, và một lần nữa vào ngày 17 tháng 7 năm 2023.
Hầu hết mọi khu định cư tại Krym đều được kết nối với khu định cư khác bằng các tuyến xe buýt. Krym có tuyến xe buýt điện dài nhất (96 km) trên thế giới, được hình thành vào năm 1959, trải dài từ Simferopol đến Yalta. Tuyến xe buýt điện bắt đầu gần Ga tàu hỏa Simferopol (vào thời Liên Xô tuyến này bắt đầu gần Sân bay quốc tế Simferopol) xuyên qua những ngọn núi đến Alushta và đến Yalta. Chiều dài của tuyến dài khoảng 90 km và hành khách được chỉ định một chỗ ngồi. Simferopol, Yalta và Alushta cũng có mạng lưới xe buýt điện nội thành và ngoại ô. Xe buýt điện cũng được vận hành ở Sevastopol và Kerch.
Có hai tuyến đường sắt chạy qua Krym: Armiansk—Kerch không điện khí hóa (có liên kết đến Feodosia) và Melitopol—Simferopol-Sevastopol điện khí hóa (có liên kết đến Yevpatoria), nối Krym với đại lục Ukraina. Cho đến năm 2014, mạng lưới này là một phần của Tổng cục Nội Dnepr Đường sắt Ukraina. Các chuyến tàu đường dài cung cấp kết nối đến mọi thành phố lớn của Ukraina, và còn đến nhiều thị trấn của Nga, Belarus. Kể từ năm 2014, các tuyến đường sắt được vận hành bởi Đường sắt Krym. Các chuyến tàu đường dài mang tên Tavriya kết nối Sevastopol và Simferopol hàng ngày với Moskva và Saint Petersburg qua cầu Krym, vào mùa hè thì Yevpatoria và Feodosia cũng được kết nối trực tiếp với nó.
Sân bay quốc tế Simferopol là trung tâm vận chuyển hàng không của Krym. Các thành phố Yalta, Feodosia, Kerch, Sevastopol, Chornomorske và Yevpatoria liên kết với nhau qua các tuyến đường biển.
Xa lộ
- Xa lộ Tavrida (tuyến Yevpatoria-) Sevastopol – Simferopol – Bilohirsk
 – bắc Feodosia – Kerch nam (cầu eo biển)
- E105/M18 – Syvash (cầu, khởi đầu), Dzhankoi, kênh đào Bắc Krym (cầu), Simferopol, Alushta, Yalta (kết thúc)
- E97/M17 – Perekop (khởi đầu), Armiansk, Dzhankoi, Feodosia, Kerch (phà, kết thúc)
- A290 – Novorossiysk đến Kerch qua cầu Krym (trước gọi là Xa lộ M25)
- H05 – Krasnoperekopsk, Simferopol (tiếp cận Sân bay quốc tế Simferopol)
- H06 – Simferopol, Bakhchysarai, Sevastopol
- H19 – Yalta, Sevastopol
- P16
- P23 – Simferopol, Feodosia
- P25 – Simferopol, Yevpatoria
- P27 – Sevastopol, Inkerman (hoàn toàn trong thành phố Sevastopol)
- P29 – Alushta, Sudak, Feodosia
- P34 – Alushta, Yalta
- P35 – Hrushivka, Sudak
- P58 – Sevastopol, cảng "Komysheva Bukhta" (hoàn toàn trong thành phố Sevastopol)
- P59 (hoàn toàn trong thành phố Sevastopol)

### Du lịch

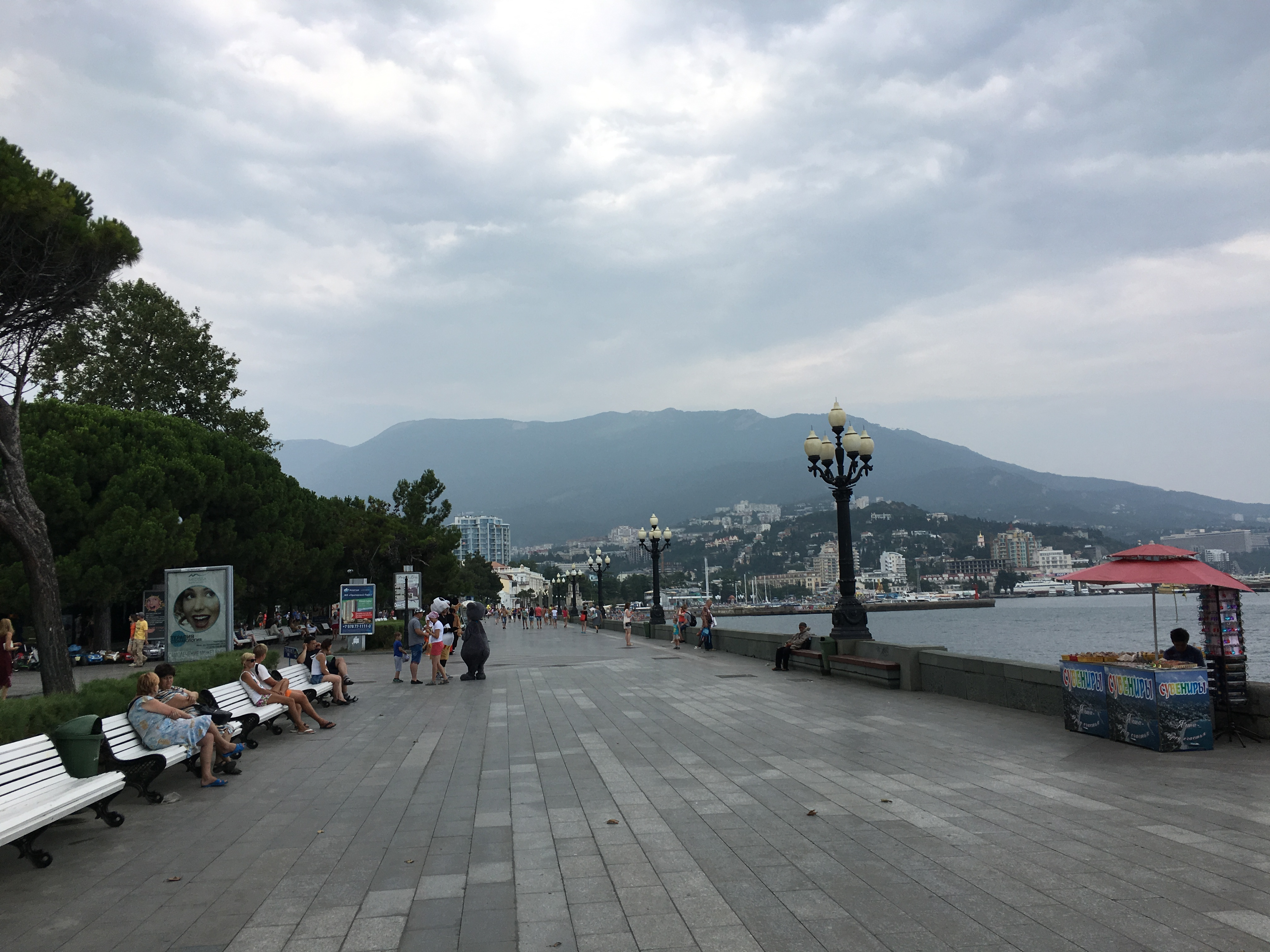
Lối đi lót ván tại Yalta.

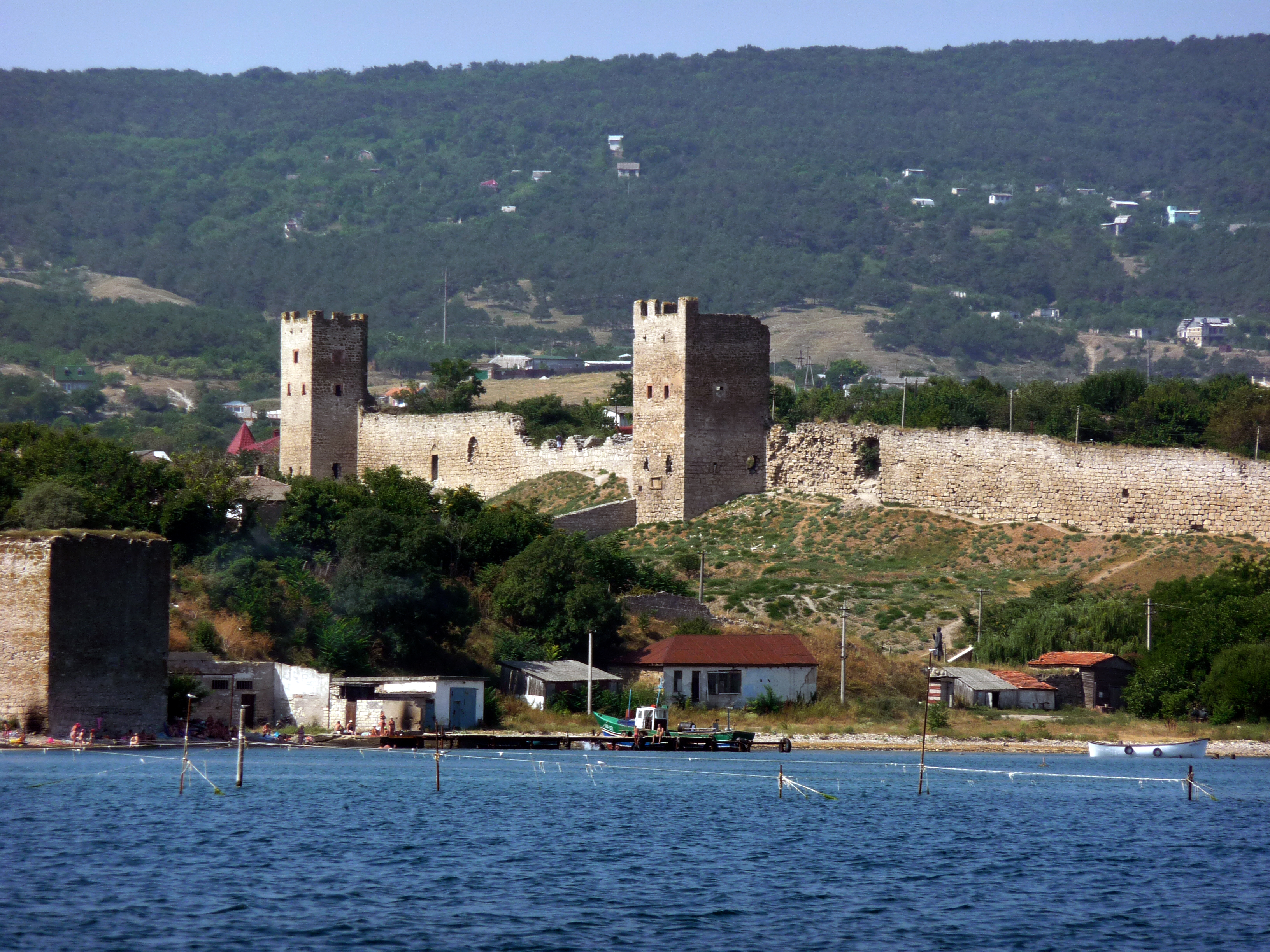
Pháo đài Caffa của người Genova.

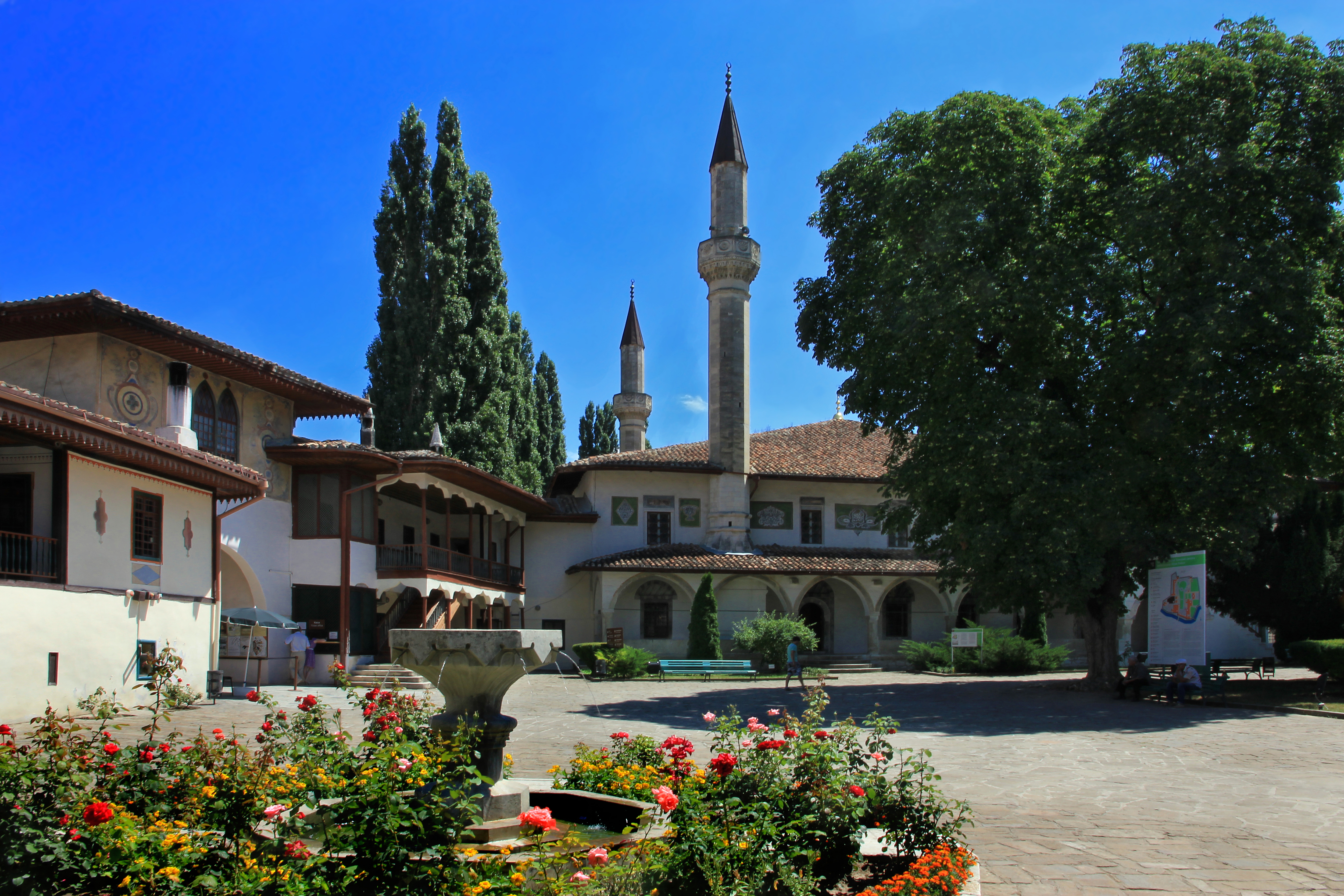
Thánh đường và sân trong cung điện hãn Krym tại Bakhchisaray

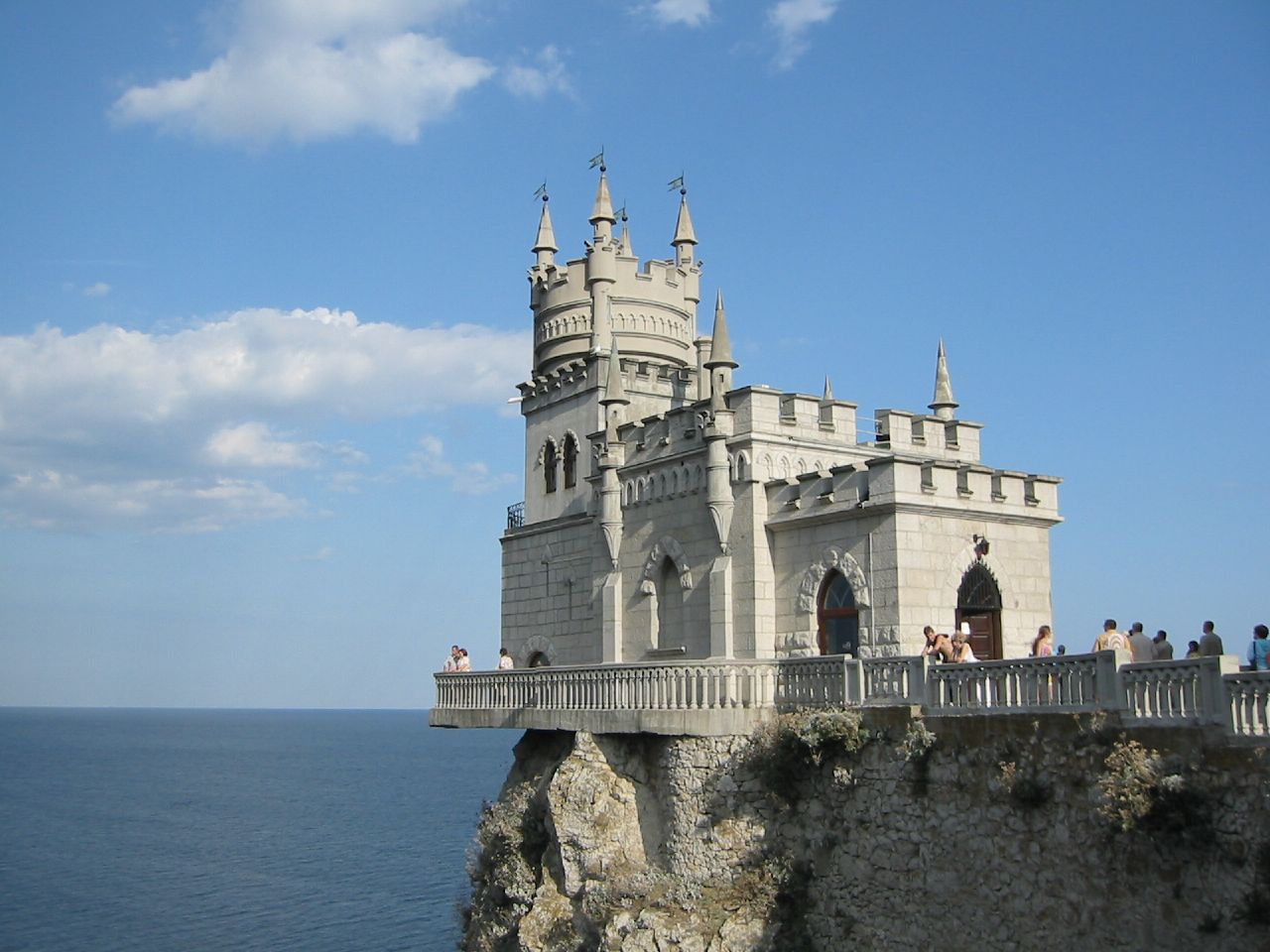
Lâu đài Tổ Én được xây dựng vào băn 1912 cho doanh nhân Nam tước Pavel von Steingel

Krym phát triển thành một điểm đến cho kỳ nghỉ bắt đầu từ nửa sau của thế kỷ 19. Sự phát triển của mạng lưới giao thông đã mang lại lượng lớn khách du lịch từ các vùng trung tâm của Đế quốc Nga. Vào đầu thế kỷ 20, Krym bắt đầu có bước phát triển lớn về các cung điện, biệt thự và dacha, hầu hết trong số đó vẫn còn lại. Chúng là một số điểm thu hút chính của Krym trong tư cách là một điểm đến du lịch. Có rất nhiều truyền thuyết Krym về những địa điểm du lịch nổi tiếng, thu hút sự chú ý của khách du lịch.
Một giai đoạn phát triển du lịch mới bắt đầu khi chính phủ Liên Xô bắt đầu thúc đẩy chất lượng an dưỡng của không khí, hồ và bùn trị liệu tại địa phương. Nơi đây đã trở thành một điểm đến "sức khỏe" cho công nhân Liên Xô và hàng trăm nghìn khách du lịch Liên Xô đã đến thăm Krym.
Artek là một trại hè thiếu nhi cũ ven biển Đen thuộc thị trấn Hurzuf, gần Ayu-Dag, được thành lập vào năm 1925. Đến năm 1969, trại có diện tích 3,2 km², và bao gồm 150 tòa nhà. Không giống như hầu hết các trại thiếu niên tiền phong, Artek là một trại quanh năm do khí hậu ấm áp. Artek được cho là một đặc ân dành cho trẻ em Liên Xô, cũng như trẻ em từ các nước cộng sản khác. Trong thời hoàng kim, 27.000 trẻ em mỗi năm đến nghỉ ở Artek. Từ năm 1925 đến 1969, trại tiếp nhận 300.000 trẻ em. Sau khi Đội Thiếu niên Tiền phong tan rã vào năm 1991, uy tín của trại giảm sút, nhưng nó vẫn là một điểm đến nghỉ dưỡng nổi tiếng.
Vào thập niên 1990, Krym trở thành một điểm đến để đi xa thay vì là một điểm đến "cải thiện sức khỏe". Các khu vực được ghé thăm nhiều nhất là bờ biển phía nam của Krym với các thành phố Yalta và Alushta, bờ biển phía tây - Yevpatoria và Saky, và bờ biển phía đông nam - Feodosia và Sudak. Theo National Geographic, Krym nằm trong số 20 điểm đến du lịch hàng đầu năm 2013.
Các địa điểm quan tâm bao gồm
- Koktebel
- Cung điện Livadia
- Núi Mithridat
- Kho báu Scythia
- Tổ Én
- Tauric Chersonesos
- Cung điện Vorontsov
- Cung điện Bakhchisaray
- Cung điện và xưởng rượu Massandra
- Novyi Svit
- Vườn bách thảo Nikitsky
- Nhà triển lãm nghệ thuật quốc gia Aivazovsky tại Feodosia
- Tổ hợp bảo tàng hải quân Balaklava
- Thung lũng Ma

### Trừng phạt
Sau khi Nga sáp nhập Krym dù không được phần lớn quốc tế công nhận, Liên minh châu Âu, Hoa Kỳ, Canada, Úc, Nhật Bản và một số quốc gia khác (bao gồm cả Ukraina) đã áp đặt các lệnh trừng phạt kinh tế đối với Nga, bao gồm một số lệnh trừng phạt cụ thể nhắm vào Krym. Nhiều lệnh trừng phạt trong số này nhắm vào các cá nhân—cả người Nga và người Krym. Nói chung, họ cấm bán, cung cấp, chuyển nhượng hoặc xuất khẩu hàng hóa và công nghệ trong một số lĩnh vực, bao gồm các dịch vụ liên quan trực tiếp đến du lịch và cơ sở hạ tầng. Họ liệt kê bảy cảng nơi tàu du lịch không thể cập cảng. Các biện pháp trừng phạt đối với các cá nhân bao gồm cấm đi lại và đóng băng tài sản. Visa và MasterCard tạm dừng dịch vụ tại Krym vào tháng 12 năm 2014. Hệ thống thẻ thanh toán quốc gia Nga sau đó cho phép thẻ Visa và MasterCard do ngân hàng Nga phát hành hoạt động tại Krym. Hệ thống thanh toán Mir do Ngân hàng Trung ương Nga điều hành hoạt động ở Krym cùng với Master Card và Visa. Tuy nhiên, không có ngân hàng quốc tế lớn nào ở Krym.

## Nhân khẩu
Tính đến năm 2014, tổng dân số của Cộng hòa Krym và Sevastopol là 2.248.400 người (Cộng hòa Krym: 1.889.485, Sevastopol: 395.000). Con số này giảm so với con số Điều tra nhân khẩu Ukraina năm 2001, là 2.376.000 (Cộng hòa tự trị Krym: 2.033.700, Sevastopol: 342.451).

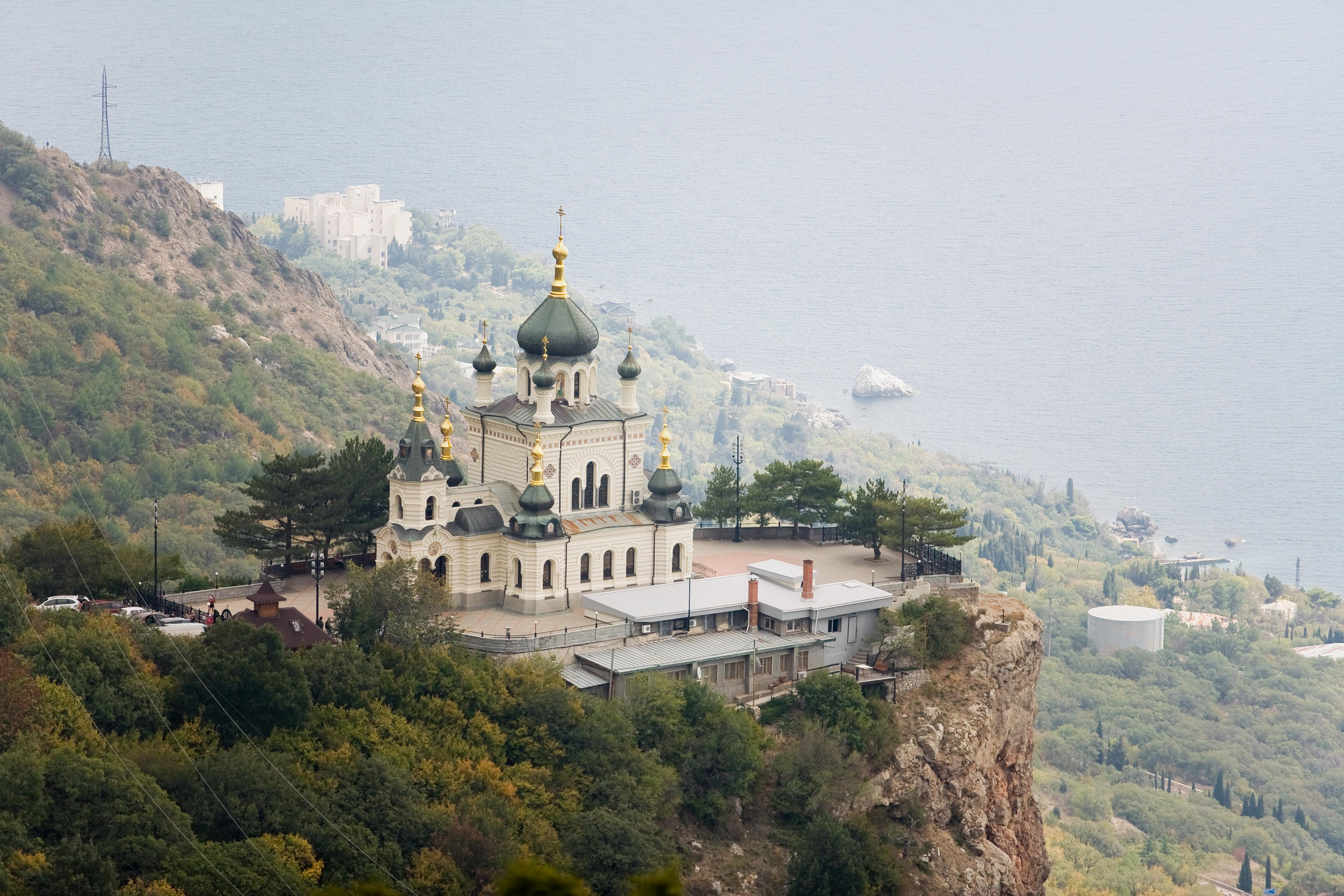
Nhà thờ Foros gần Yalta

Theo điều tra nhân khẩu năm 2014 của Nga, 84% cư dân Krym cho biết tiếng Nga là ngôn ngữ mẹ đẻ của họ; 7,9% – tiếng Tatar Krym; 3,7% – tiếng Tatar; và 3,3% – tiếng Ukraina. Đây là cuộc điều tra nhân khẩu chính thức đầu tiên tại Krym kể từ cuộc điều tra nhân khẩu do Ukraina tổ chức năm 2001.
Theo điều tra nhân khẩu năm 2001, 77% cư dân Krym cho biết tiếng Nga là ngôn ngữ mẹ đẻ của họ; 11,4% – tiếng Tatar Krym; và 10,1% – tiếng Ukraina. Tuy nhiên, vào năm 2013, tiếng Tatar Krym được ước tính là đang trên bờ vực tuyệt diệt, chỉ được dạy trong khoảng 15 trường học tại Krym vào thời điểm đó. Thổ Nhĩ Kỳ đã hỗ trợ nhiều nhất cho người Tatar ở Ukraina, giúp họ giải quyết vấn đề giáo dục bằng tiếng mẹ đẻ, bằng cách đưa các trường học trở nên hiện đại.
Thành phần dân tộc của dân số Krym đã thay đổi đáng kể kể từ đầu thế kỷ 20. Điều tra nhân khẩu Đế quốc Nga năm 1897 cho tỉnh Taurida báo cáo: 196.854 (13,06%) người Tatar Krym, 404.463 (27,94%) người Nga và 611.121 (42,21%) người Ukraina. Nhưng những con số này bao gồm cả các huyện (uyezd) Berdyansky, Dneprovsky và Melitopolsky nằm trên đại lục chứ không phải tại Krym. Số lượng dân số không bao gồm các huyện này được đưa ra trong bảng dưới đây.
| Thời gian                | 1785        | 1795        | 1816        | 1835        | 1850        | 1864        | 1897        | 1897        | 1926     | 1926    | 1939      | 1939      | 1959      | 1959      | 1970      | 1970      | 1979      | 1979      | 1989      | 1989      | 2001      | 2001      | 2014      | 2014      |
| Tiến hành bởi            | Đế quốc Nga | Đế quốc Nga | Đế quốc Nga | Đế quốc Nga | Đế quốc Nga | Đế quốc Nga | Đế quốc Nga | Đế quốc Nga | Liên Xô  | Liên Xô | Liên Xô   | Liên Xô   | Liên Xô   | Liên Xô   | Liên Xô   | Liên Xô   | Liên Xô   | Liên Xô   | Liên Xô   | Liên Xô   | Ukraina   | Ukraina   | Nga       | Nga       |
| Ethnic group             | %           | %           | %           | %           | %           | %           | Số lượng    | %           | Số lượng | %       | Số lượng  | %         | Số lượng  | %         | Số lượng  | %         | Số lượng  | %         | Số lượng  | %         | Số lượng  | %         | Số lượng  | %         |
| ------------------------ | ----------- | ----------- | ----------- | ----------- | ----------- | ----------- | ----------- | ----------- | -------- | ------- | --------- | --------- | --------- | --------- | --------- | --------- | --------- | --------- | --------- | --------- | --------- | --------- | --------- | --------- |
| Người Nga                | 2,2%        | 4,3%        | 4,8%        | 4,4%        | 6,6%        | 285%        | 180.963     | 33,11%      | 301.398  | 42,2%   | 558.481   | 49,6%     | 858.273   | 71,4%     | 1.220.484 | 67,3%     | 1.460.980 | 66,9%     | 1.629.542 | 67,0%     | 1.450.400 | 60,4%     | 1.492.078 | 67,9%     |
| Người Ukraina            |             | 1,3%        | 3,6%        | 3,1%        | 7%          |             | 64.703      | 11,84%      | 77.405   | 10,6%   | 154.123   | 13,7%     | 267.659   | 22,3%     | 480.733   | 26,5%     | 547.336   | 25,1%     | 625.919   | 25,8%     | 576.600   | 24,0%     | 344.515   | 15,7%     |
| Người Tatar Krym         | 84,1%       | 87,6%       | 85,9%       | 83,5%       | 77,8%       | 50,3%       | 194.294     | 35,55%      | 179.094  | 25,1%   | 218.879   | 19,4%     |           |           |           |           | 5.422     | 0,2%      | 38.365    | 1,6%      | 245.200   | 10,2%     | 232.340   | 10,6%     |
| Người Belarus            |             |             |             |             |             |             | 2.058       | 0,38%       | 3.842    | 0,5%    | 6.726     | 0,6%      | 21.672    | 1,8%      | 39.793    | 2,2%      | 45.000    | 2,1%      | 50.045    | 2,1%      | 35.000    | 1,5%      | 21.694    | 1,0%      |
| Người Armenia            |             | 0,6%        | 1,3%        | 1,5%        | 1%          | 6,5%        | 8.317       | 1,52%       | 10.713   | 1,5%    | 12.923    | 1,1%      |           |           | 3.091     | 0,2%      |           |           | 2.794     | 0,1%      | 10.000    | 0,4%      | 11.030    | 0,5%      |
| Người Do Thái            |             | 2,3%        | 2,3%        | 2%          | 2,2%        | 7%          | 24.168      | 4,42%       | 45.926   | 6,4%    | 65.452    | 5,8%      | 26.374    | 2,2%      | 25.614    | 1,4%      |           |           | 17.371    | 0,7%      | 5.500     | 0,2%      | 3.374     | 0,1%      |
| Khác                     | 13,7%       | 3,9%        | 2,1%        | 5,5%        | 5,4%        | 7,7%        | 72.089      | 13,19%      |          |         |           |           | k.27.500  | 2,3%      |           |           |           |           |           |           |           |           | 92.533    | 4,2%      |
| Tổng số khai báo dân tộc |             |             |             |             |             |             | 546.592     | 546.592     | 713.823  | 713.823 | 1.126.429 | 1.126.429 |           |           | 1.813.502 | 1.813.502 | 2.184.000 | 2.184.000 | 2.430.495 | 2.430.495 | 2.401.200 | 2.401.200 | 2.197.564 | 2.197.564 |
| Không khau báo dân tộc   |             |             |             |             |             |             |             |             |          |         |           |           |           |           |           |           |           |           |           |           | 12.000    | 12.000    | 87.205    | 87.205    |
| Tổng dân số              |             |             |             |             |             |             |             |             |          |         |           |           | 1.201.517 | 1.201.517 |           |           |           |           | 2.458.600 | 2.458.600 | 2.413.200 | 2.413.200 | 2.284.769 | 2.284.769 |

Người Tatar Krym là một dân tộc thiểu số chủ yếu theo đạo Hồi, chiếm 12,1% dân số vào năm 2001, hình thành ở Krym vào thời cận đại, sau khi Hãn quốc Krym ra đời. Người Tatar Krym bị chính phủ của Joseph Stalin trục xuất đến Trung Á để trừng phạt tập thể, với lý do một số người từng tham gia quân xâm lược Waffen-SS, thành lập Quân đoàn Tatar, trong Thế chiến II. Sau khi Liên Xô sụp đổ, người Tatar Krym bắt đầu quay trở lại khu vực. Theo điều tra nhân khẩu Ukraina năm 2001, 60% dân số Krym là người dân tộc Nga và 24% là người dân tộc Ukraina.
Người Do Thái tại Krym là người Krymchak và Karaite (một nhóm nhỏ tập trung tại Yevpatoria) trong lịch sử. Điều tra nhân khẩu năm 1879 cho tỉnh Taurida báo cáo dân số Do Thái là 4,20%, không bao gồm dân số Karaite là 0,43%. Người Krymchak (chứ không phải người Karaite) là mục tiêu tiêu diệt trong thời kỳ Đức quốc xã chiếm đóng. Đức quốc xã đã sát hại khoảng 40.000 người Do Thái Krym.
Số lượng người Đức tại Krym là 60.000 vào năm 1939. Trong Thế chiến thứ hai, họ bị cưỡng bức trục xuất theo lệnh của Stalin, vì họ được coi là "cột thứ năm" tiềm năng. Đây là một phần của 800.000 người Đức tại Nga bị tái định cư bên trong Liên Xô trong thời kỳ Stalin. Điều tra nhân khẩu Ukraina năm 2001 báo cáo chỉ có 2.500 người dân tộc Đức (0,1% dân số) ở Krym.
Bên cạnh những người Đức ở Krym, năm 1944 Stalin còn trục xuất 70.000 người Hy Lạp, 14.000 người Bulgaria và 3.000 người Ý.
Tuổi thọ dự tính khi sinh

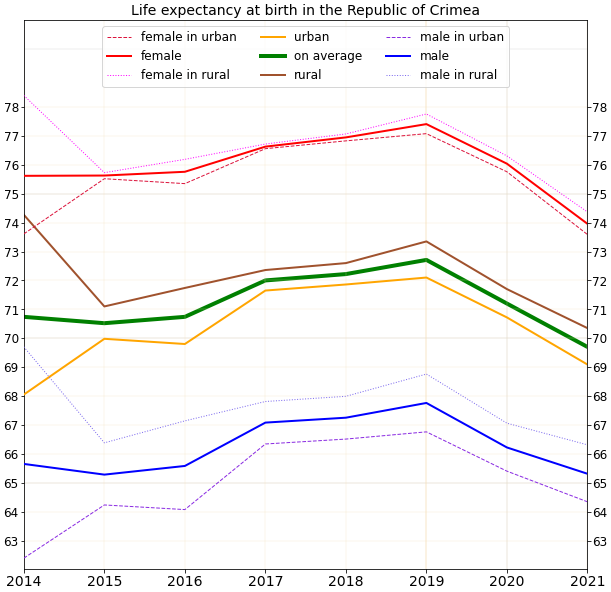
Dự tính khi sinh tại Cộng hòa Krym
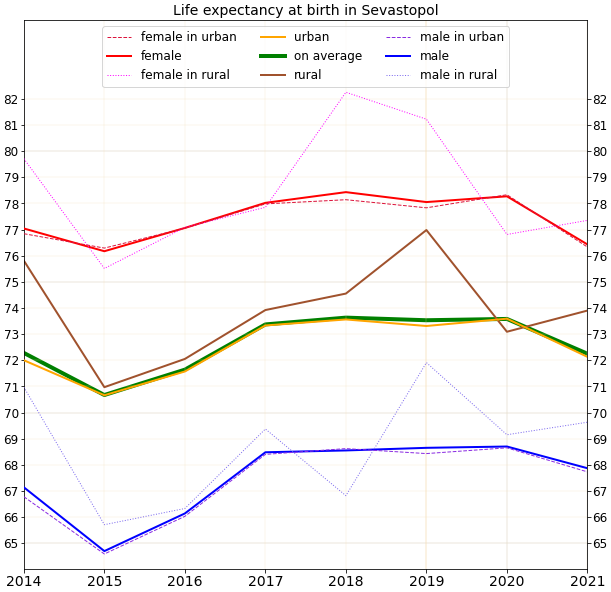
Dự tính khi sinh tại Sevastopol
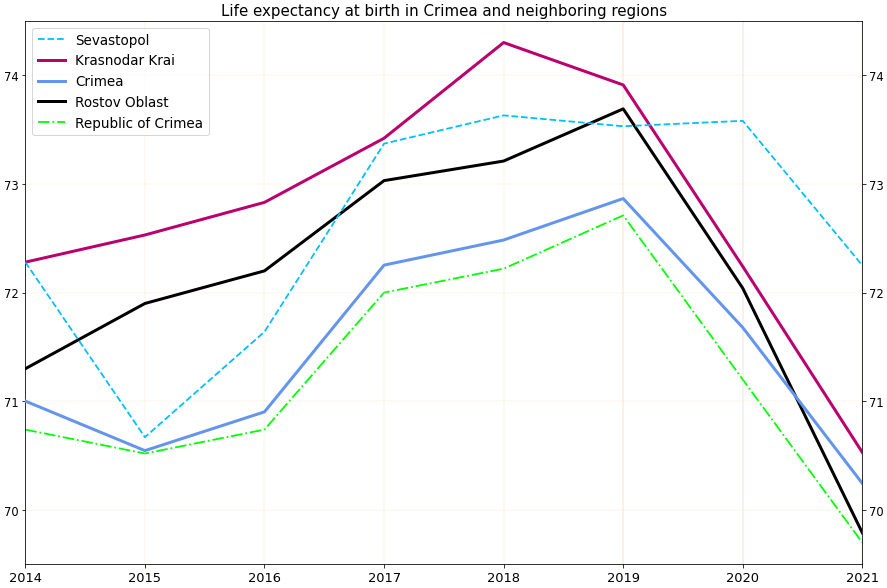
Dự tính khi sinh tại Krym và các vùng lân cận

Tôn giáo
Tôn giáo tại Krym (2013)
Năm 2013, tín đồ Cơ đốc giáo Chính thống chiếm 58% dân số Krym, tiếp theo là người Hồi giáo (15%) và những người tin vào Thượng đế mà không có tôn giáo (10%).
Sau khi Nga sáp nhập Krym vào năm 2014, 38 trong số 46 giáo xứ Giáo hội Chính thống Ukraina – Tòa thượng phụ Kyiv tại Krym đã không còn tồn tại; trong ba trường hợp các nhà thờ đã bị chính quyền Nga tịch thu. Bất chấp việc sáp nhập, Giáo hội Chính thống giáo Ukraina (Tòa thượng phụ Moskva) vẫn giữ quyền kiểm soát các giáo khu chính thống của mình tại Krym.

## Văn hóa

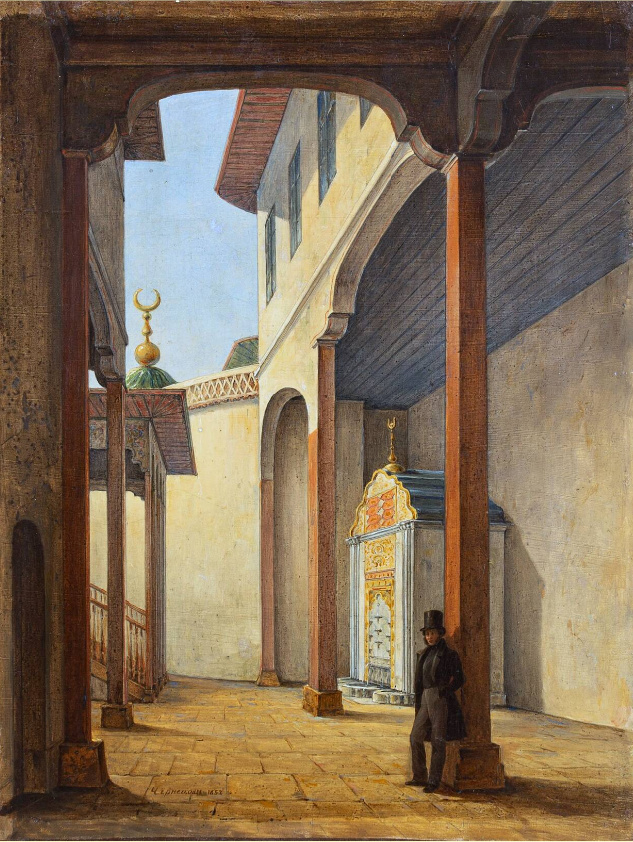
Alexander Pushkin trong Cung điện Bakhchisaray. Vẽ bởi Grigory Chernetsov

Alexander Pushkin đến thăm Bakhchysarai vào năm 1820 và sau đó viết bài thơ Đài phun nước Bakhchisaray. Krym là bối cảnh cho tác phẩm nổi tiếng của Adam Mickiewicz là Sonnet Krym, lấy cảm hứng từ chuyến du lịch năm 1825 của ông. Một loạt 18 bài sonnet tạo thành một câu chuyện nghệ thuật về cuộc hành trình đến và đi qua Krym. Chúng có những mô tả lãng mạn về thiên nhiên và văn hóa phương Đông, thể hiện nỗi tuyệt vọng của một người lưu vong khao khát quê hương, bị kẻ thù hung bạo đuổi khỏi quê hương.
Ivan Aivazovsky là họa sĩ hàng hải thế kỷ 19 gốc Armenia, người được coi là một trong những nghệ sĩ lớn trong thời đại của ông, sinh ra ở Feodosia và sống ở đó phần lớn cuộc đời. Nhiều bức tranh của ông mô tả biển Đen. Ông cũng tạo ra những bức tranh chiến trận trong Chiến tranh Krym.

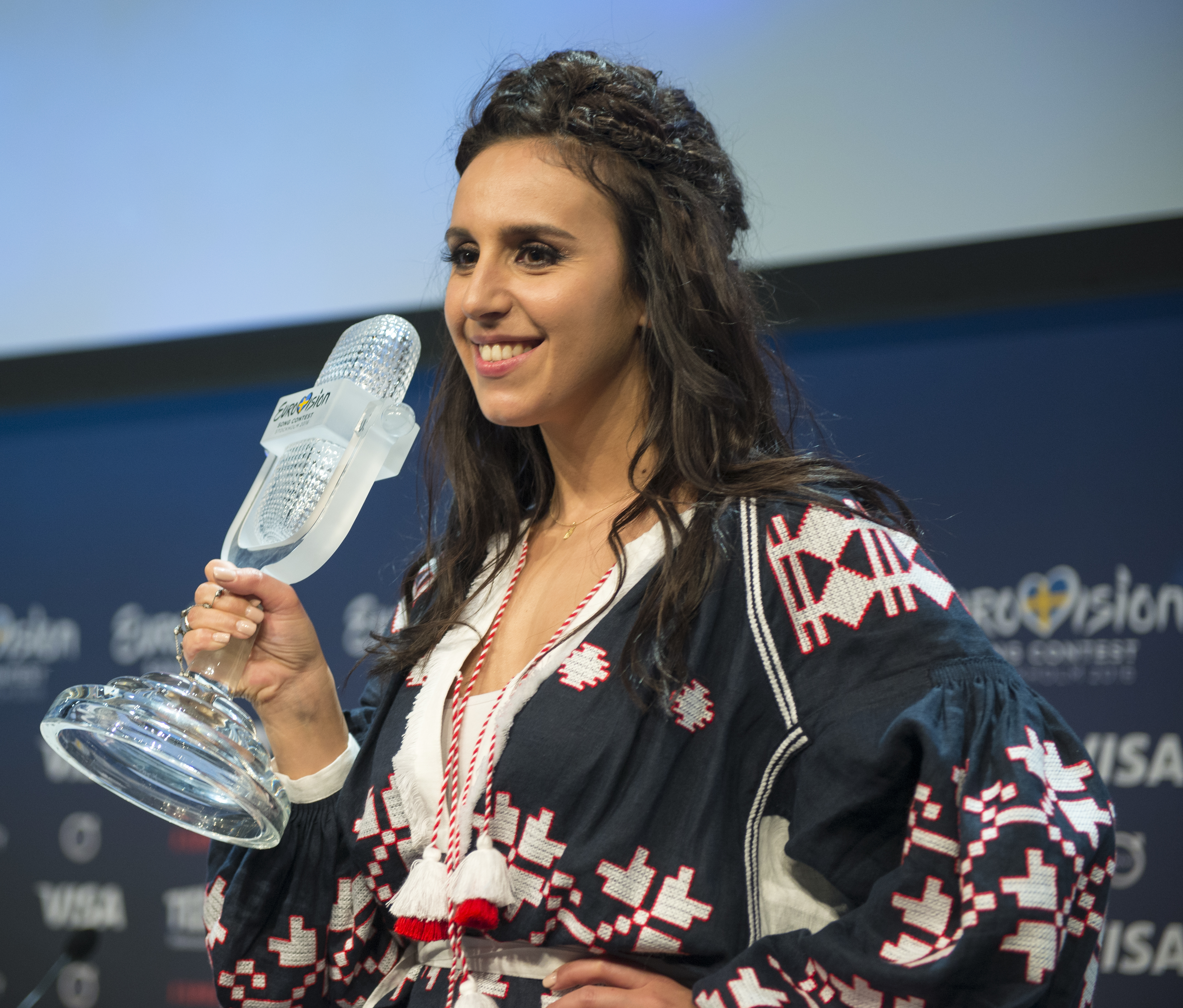
Ca sĩ người Tatar Krym Jamala chiến thắng Eurovision năm 2016 với bài hát "1944" dành cho người Tatar Krym bị trục xuất

Ca sĩ người Tatar Krym Jamala giành chiến thắng trong Cuộc thi Bài hát Eurovision 2016 khi đại diện cho Ukraina với bài hát "1944", kể về sự kiện chính quyền Liên Xô trục xuất người Tatar Krym vào năm đó.
Sau khi Nga sáp nhập Krym năm 2014, các câu lạc bộ bóng đá hàng đầu Krym rút khỏi các giải đấu của Ukraina. Một số câu lạc bộ đăng ký tham gia các giải đấu của Nga nhưng Liên đoàn bóng đá Ukraina phản đối. UEFA phán quyết rằng các câu lạc bộ Krym không thể tham gia các giải đấu của Nga mà thay vào đó phải là một phần của hệ thống giải đấu Krym. Giải Ngoại hạng Krym hiện là giải bóng đá chuyên nghiệp hàng đầu ở Krym. Một số vận động viên sinh ra tại Krym đã được phép thi đấu cho Nga thay vì Ukraina tại các cuộc thi trong tương lai, bao gồm Vera Rebrik là nhà vô địch ném lao châu Âu.

## Hình ảnh

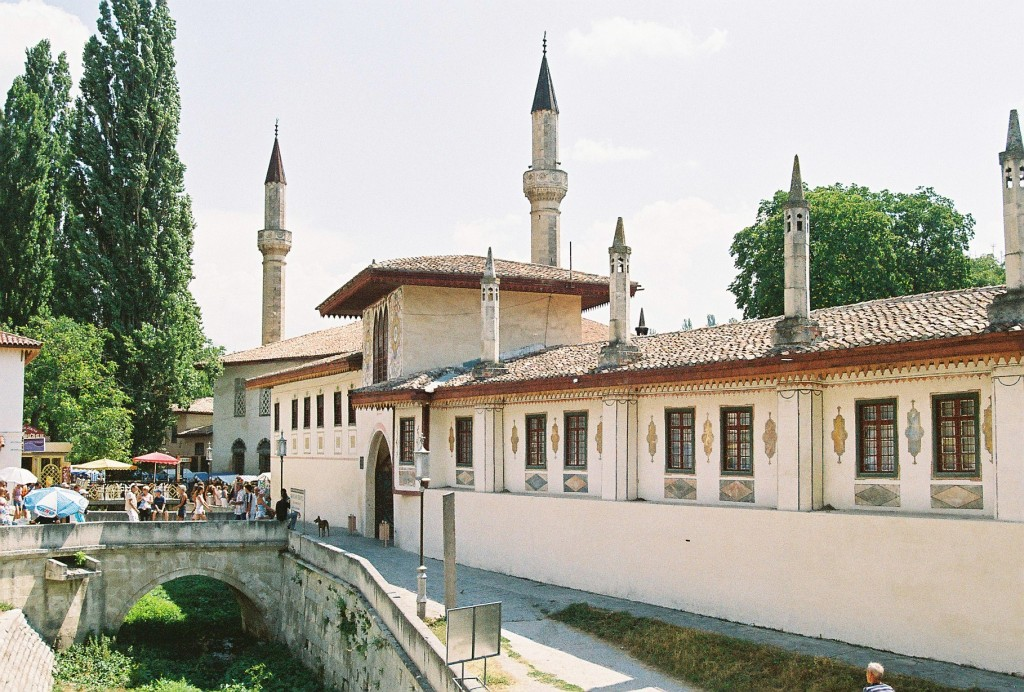
Cung điện Bakhchisaray
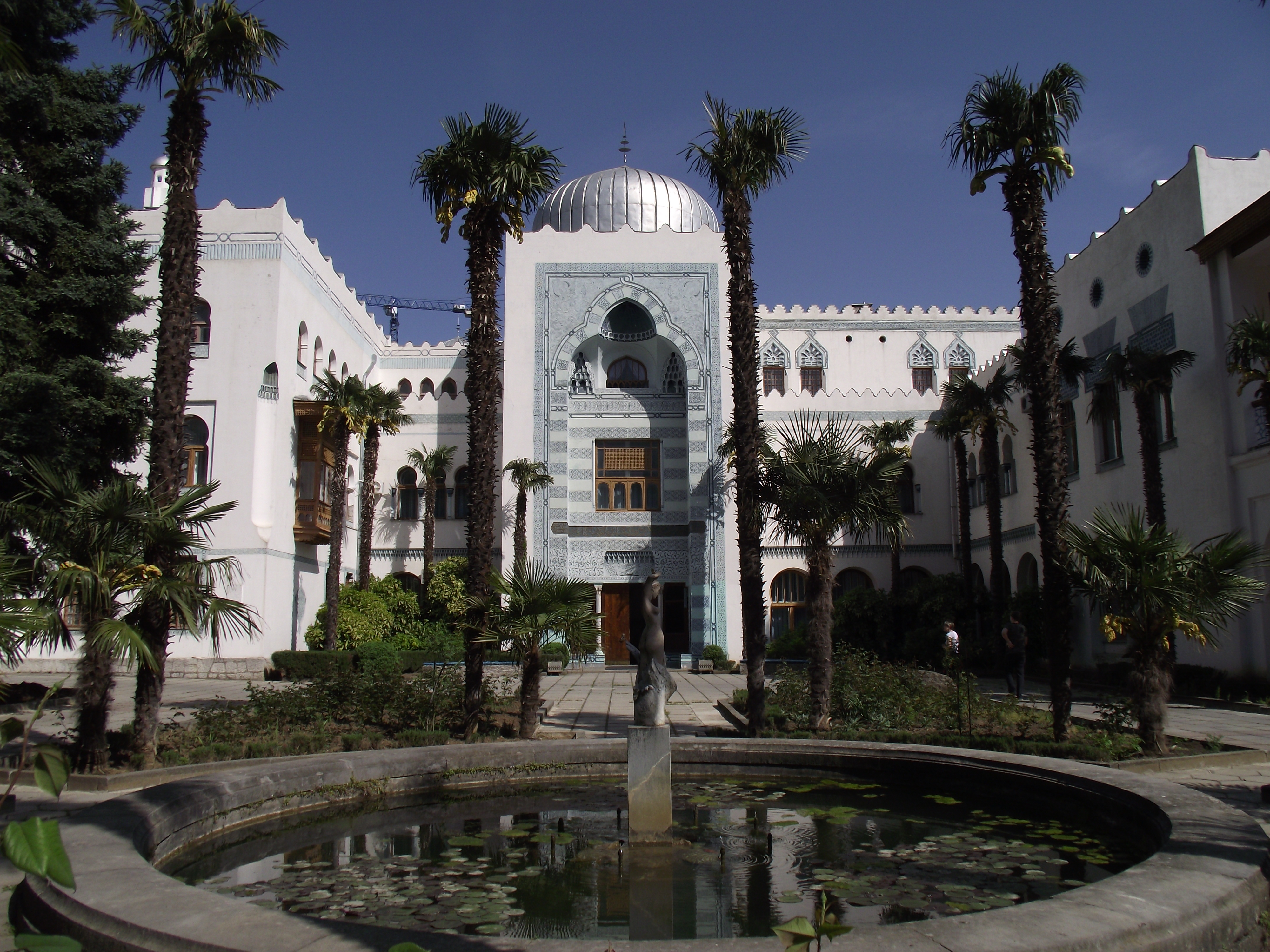
Cung điện Dulber tại Koreiz
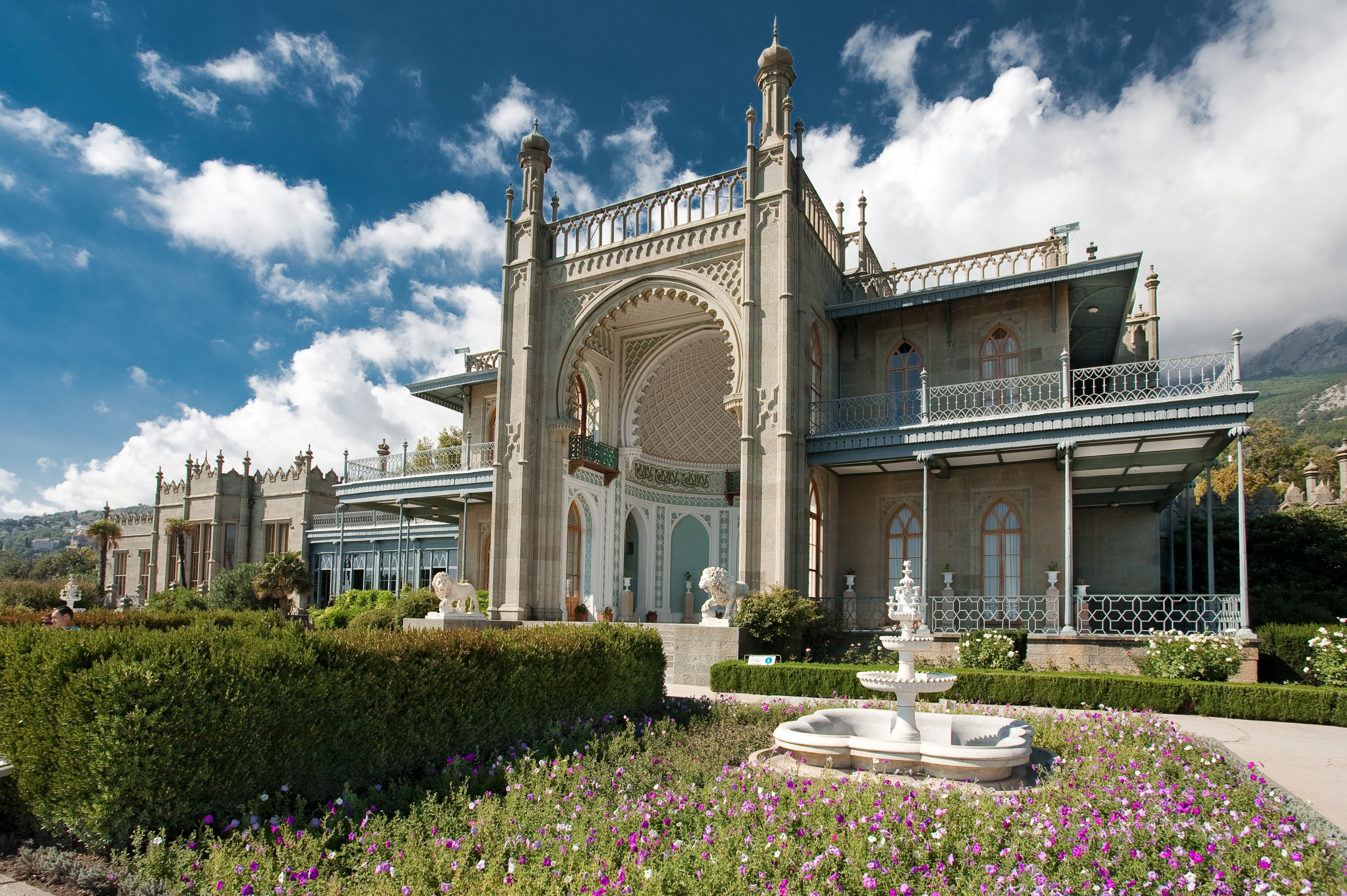
Cung điện Vorontsov
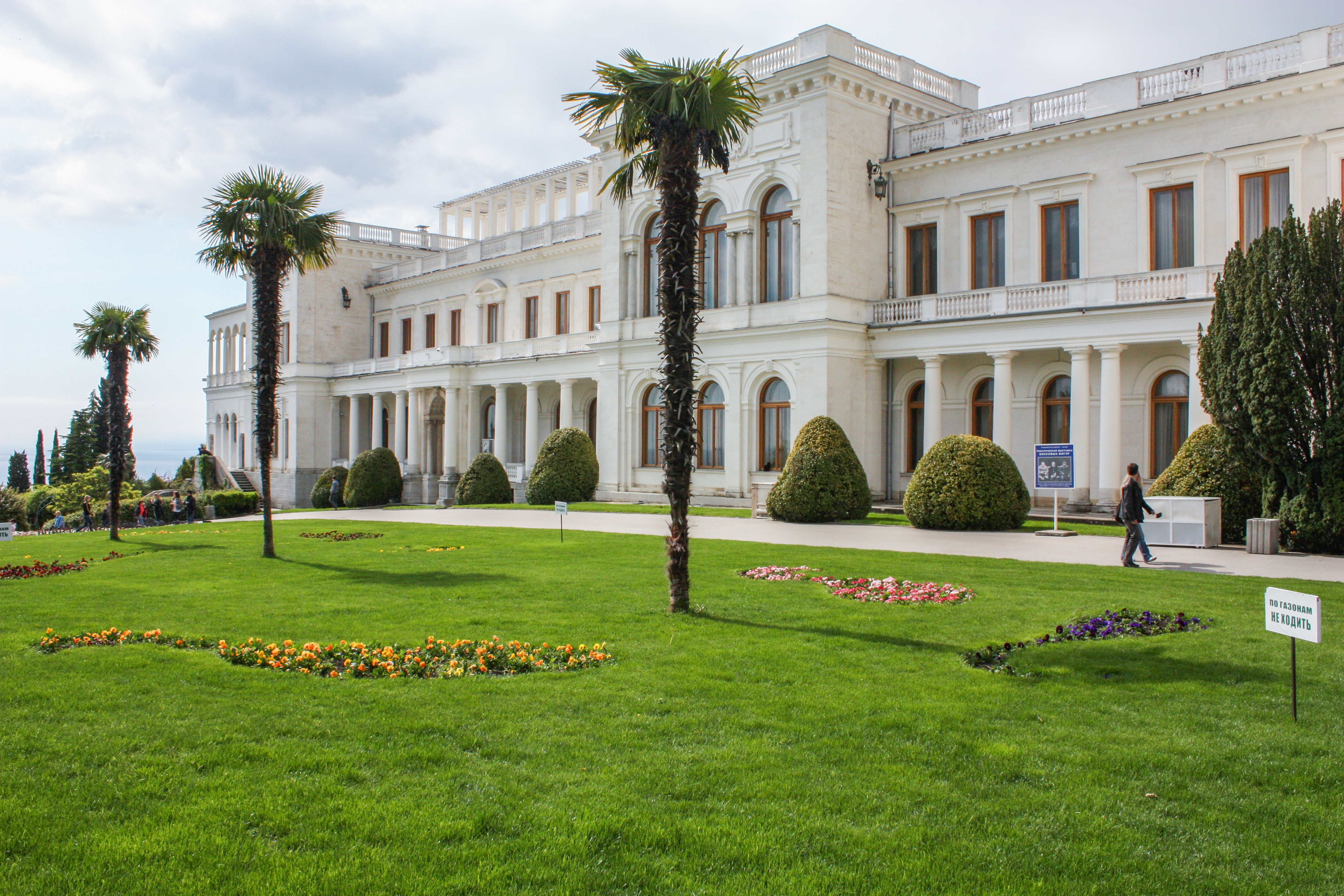
Cung điện Livadia
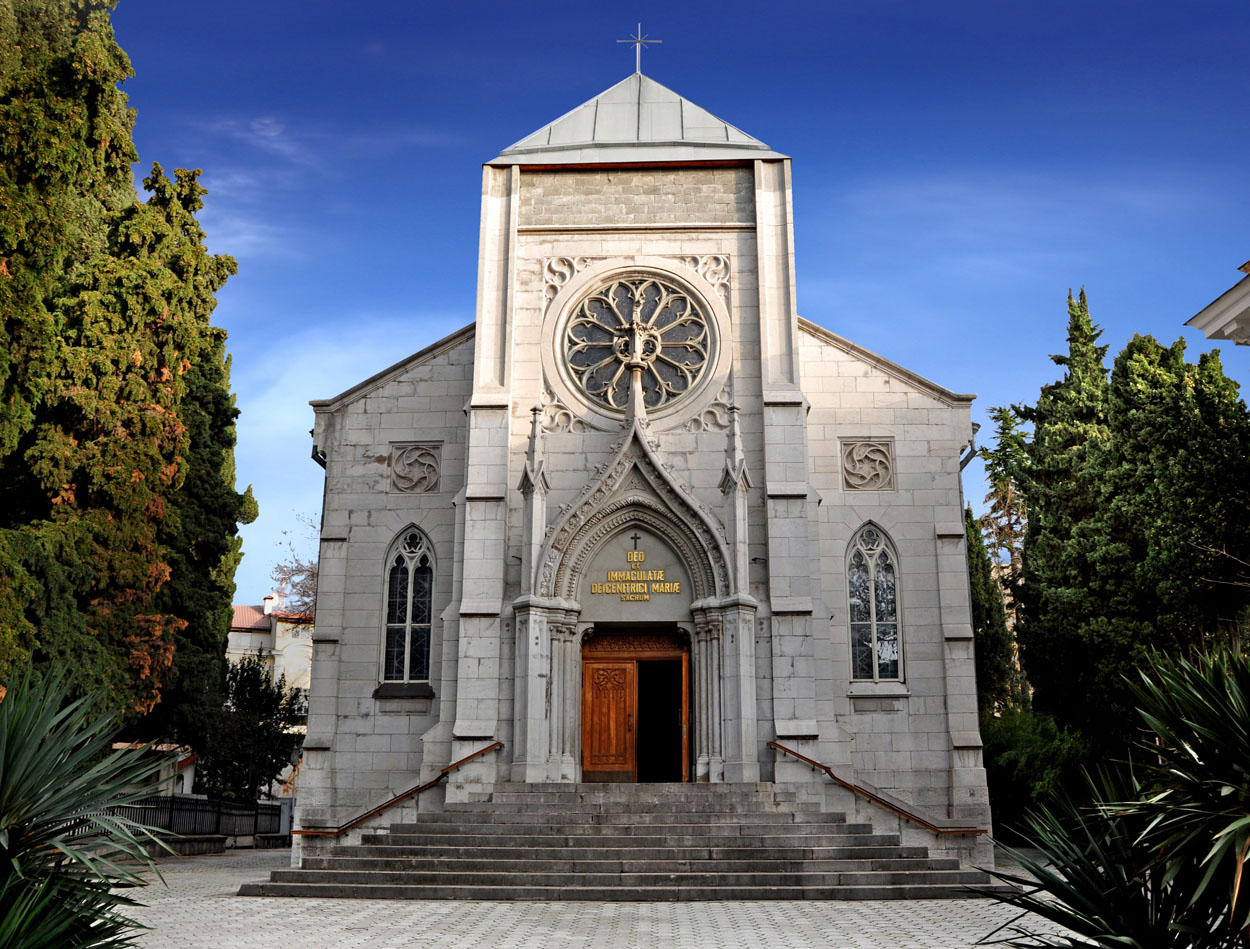
Nhà thờ Công giáo tại Yalta
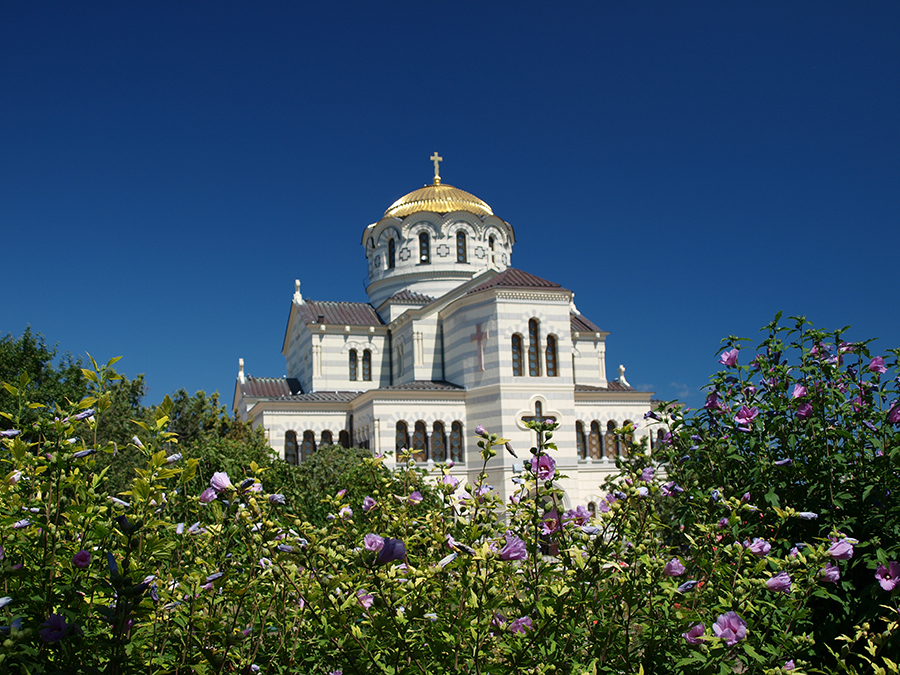
Nhà thờ chính tòa Thánh Vladimir, dành cho các anh hùng của Sevastopol (Chiến tranh Krym).